# Focke-Wulf Fw 190
Focke-Wulf Fw 190 Würger – jednomiejscowy, jednosilnikowy niemiecki myśliwiec z czasów II wojny światowej. Wyprodukowany w ponad 20 tysiącach egzemplarzy, w tym około 6 tysięcy w wersji myśliwsko-bombowej.

## Powstanie
Pod koniec 1937 roku Ministerstwo Lotnictwa Rzeszy (Reichsluftfahrtministerium – RLM) wysłało do kilku zakładów specyfikację na nowy myśliwiec, który miałby wejść, obok Bf 109, do służby i stanowić zabezpieczenie na wypadek, gdyby się okazało, że samoloty innych krajów są lepsze od Bf 109.
W tym czasie konstruktorzy zakładów Focke-Wulf pod kierunkiem prof. Kurta Tanka i inżyniera Rudolfa Blasera pracowali nad kilkoma projektami myśliwców, w większości z silnikami rzędowymi. Wśród nich był też projekt dość małego myśliwca o zwartej konstrukcji z 18 cylindrowym, chłodzonym powietrzem, silnikiem gwiazdowym BMW 139. W tym czasie w Niemczech nie uważano silnika gwiazdowego za odpowiedni napęd samolotów, zwłaszcza myśliwców. Ale niepowodzenie z projektem myśliwca Heinkel He 100 i He 112 oraz przewidywania, że zakłady produkujące silniki rzędowe nie będą w niedalekiej przyszłości w stanie wyprodukować wystarczającej liczby tych silników, przyczyniły się do tego, że to ten projekt został zamówiony i rozpoczęto jego rozwój. Ponadto zauważono, że za granicą powstały dość udane konstrukcje myśliwców z silnikami gwiazdowymi. Bezpośrednio rozwojem Fw 190 zajmował się zespół pod kierownictwem inżyniera Rudolfa Blasera.

## Prototypy
Kiedy RLM w 1938 roku zamówiło 4 prototypy tej maszyny, prace nad projektem nabrały tempa. Najpierw w 1938 roku zbudowano drewnianą makietę projektu, a jesienią tego roku rozpoczęto budowę prototypu. Był to całkowicie metalowy dolnopłat o konstrukcji półskorupowej, z wciąganym podwoziem. Napęd miał stanowić silnik gwiazdowy BMW 139 o mocy startowej 1550 KM. Ponieważ silnik gwiazdowy stawia większy opór czołowy, zaprojektowano specjalny tunelowy kołpak na śmigło i osłonę na silnik z wlotem powietrza pośrodku, co miało zmniejszyć opór powietrza oraz problem z chłodzeniem silnika.
Pierwszy prototyp Fw 190 V-1, jeszcze z rejestracją cywilną D-OPZE, był gotowy na wiosnę 1939 roku i po serii testów naziemnych został oblatany 1 czerwca 1939 roku na lotnisku w Bremie. Oblotu dokonał szef oblatywaczy wytwórni, Hans Sander. Od razu okazało się, że samolot spełnia pokładane w nim nadzieje: miał bardzo dobre właściwości lotne, dobrą widoczność oraz obiecujące osiągi. Kolejną zaletą było szerokie podwozie, które nawet przy bardzo wysokiej prędkości lądowania prototypu, 210 km/h, pozwalało na bezpieczne lądowanie. Samolot miał jednak kilka wad. Najpoważniejszymi były problemy z blokowaniem podwozia po wciągnięciu w skrzydła, skłonności do przegrzewania się silnika oraz wysoka temperatura panująca w kokpicie, dochodząca nawet do 55 °C oraz przedostawanie się tam gazów spalinowych, co zmuszało do lotów w masce tlenowej.
Samolot został następnie przekazany do ośrodka Luftwaffe w Rechlin, gdzie w czasie testów osiągnął prędkość aż 595 km/h na wysokości 4000 m. Następnie zwrócono go do wytwórni aby dokonać modyfikacji. Przede wszystkim poprawiono chłodzenie silnika, dodając przed samym silnikiem 10-łopatowy wentylator, co nadal było niewystarczające. Ponadto zrezygnowano z tunelowego kołpaka śmigła na rzecz tradycyjnego. Uczyniono tak, ponieważ próby w tunelu aerodynamicznym nie wykazały aby kołpak tunelowy poprawiał znacząco osiągi samolotu. Zmieniono też cywilne oznaczenie maszyny na wojskowe WL-FOLY, a potem FO+LY.
Drugi prototyp Fw 190 V-2 został ukończony jeszcze jesienią 1939 roku i oblatano go 31 października 1939 roku. Napędzany był też silnikiem BMW 139, ale już z wentylatorem, oraz miał uzbrojenie złożone z 2 kaemów MG 17 kal. 7,9 mm nad silnikiem i dwóch kaemów MG131 kal 13 mm w skrzydłach. Drugi prototyp na początku 1940 roku zaprezentowano Hermanowi Göringowi, któremu bardzo się on spodobał. Dość szybko zamówiono 40 egzemplarzy przedseryjnych Fw 190 A-0. Drugi prototyp został rozbity 4 marca 1940 roku.
W tym czasie zakłady BMW zaprzestały rozwoju silnika BMW 139, uznając go za nieudaną konstrukcję, na rzecz nowego silnika BMW 801. Był to również silnik gwiazdowy, 14 cylindrowy, chłodzony powietrzem. Miał tę samą średnicę co BMW 139, ale był dłuższy i cięższy. Ponieważ zastosowanie go na Fw 190 wymagało dużych zmian w konstrukcji, zrezygnowano z budowy prototypów V-3 i V-4. Natomiast nowym silnikiem BMW 801 był już napędzany piąty prototyp Fw 190 V-5. Przebudowano przód samolotu, zmieniono zarazem osłonę silnika i przede wszystkim wzmocniono konstrukcję. Kabinę pilota przesunięto do tyłu, co zmniejszyło problem wysokiej temperatury oraz dało więcej miejsca z przodu samolotu na uzbrojenie, pogorszyła się jednak widoczność do przodu podczas lądowania. Wzmocniono podwozie, z uwagi na wzrost masy samolotu. Hydrauliczny system jego chowania zamieniono na elektryczny. Napęd stanowił silnik BMW 801 C-0. Prototyp oblatano wczesną wiosną 1940 roku.
Początkowo miał on takie same skrzydła jak V-1 i V-2, tzw. mniejsze, ale ponieważ jego masa była większa o 635 kg, spowodowało to spadek osiągów i pogorszenie właściwości lotnych. Postanowiono bez zmiany profilu, zwiększyć rozpiętość do 10,506 m i powierzchnię nośną 18,30 metra kwadratowego, przesuwając jednocześnie przednią krawędź skrzydła do przodu. Ponadto postanowiono zwiększyć rozpiętość usterzenia poziomego oraz powiększyć statecznik pionowy. Zmiany te planowano zastosować na nowym prototypie, ale kiedy w sierpniu 1940 roku na lotnisku V-5 zderzył się z pojazdem i został uszkodzony, przebudowano go już z tymi modyfikacjami. Poprawiło to znacznie właściwości lotne maszyny, a prędkość maksymalna spadła tylko o 10 km/h. Tak przebudowaną maszynę oznaczono jako Fw 190 V-5g (g = grosser = większy), a poprzednią jego postać oznaczano jako Fw 190 V-5k (k = kleiner = mniejszy).

## Wersje
Z uwagi na przewidywaną specyfikę produkcji wojennej zespół profesora Tanka skonstruował maszynę łatwą do wytwarzania do tego stopnia, że mogła być budowana przez zakłady niemające dotychczas doświadczenia w budowie samolotów. Również wiele podzespołów mogło być produkowane przez półwykwalifikowanych pracowników. Sama konstrukcja została zaprojektowana znacznie na „wyrost”, m.in. podwozie samolotu mogło wytrzymać masę i prędkość przyziemienia dwa razy większą niż by to wynikało z wymagań obliczeniowych. Powyższe fakty, doskonałe własności techniczno-taktyczne oraz eksploatacyjne spowodowały, że nie trzeba było długo czekać na stworzenie z Fw 190 samolotu wielozadaniowego.

### Wersja A

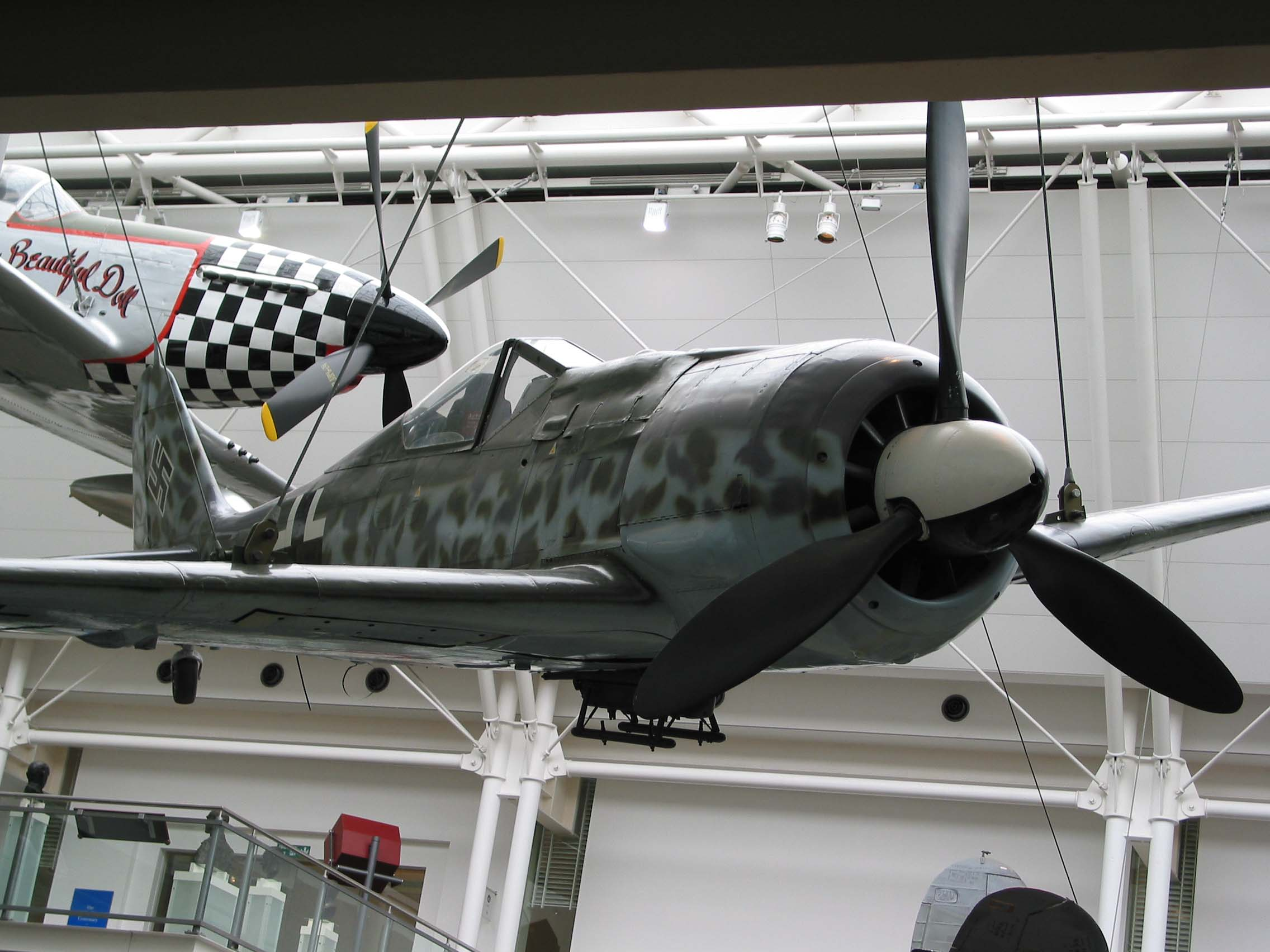
Wersja A-8 ekspozycja muzealna (IWM) – widok z przodu, w malowaniu stosowanym dla zestawu Mistel

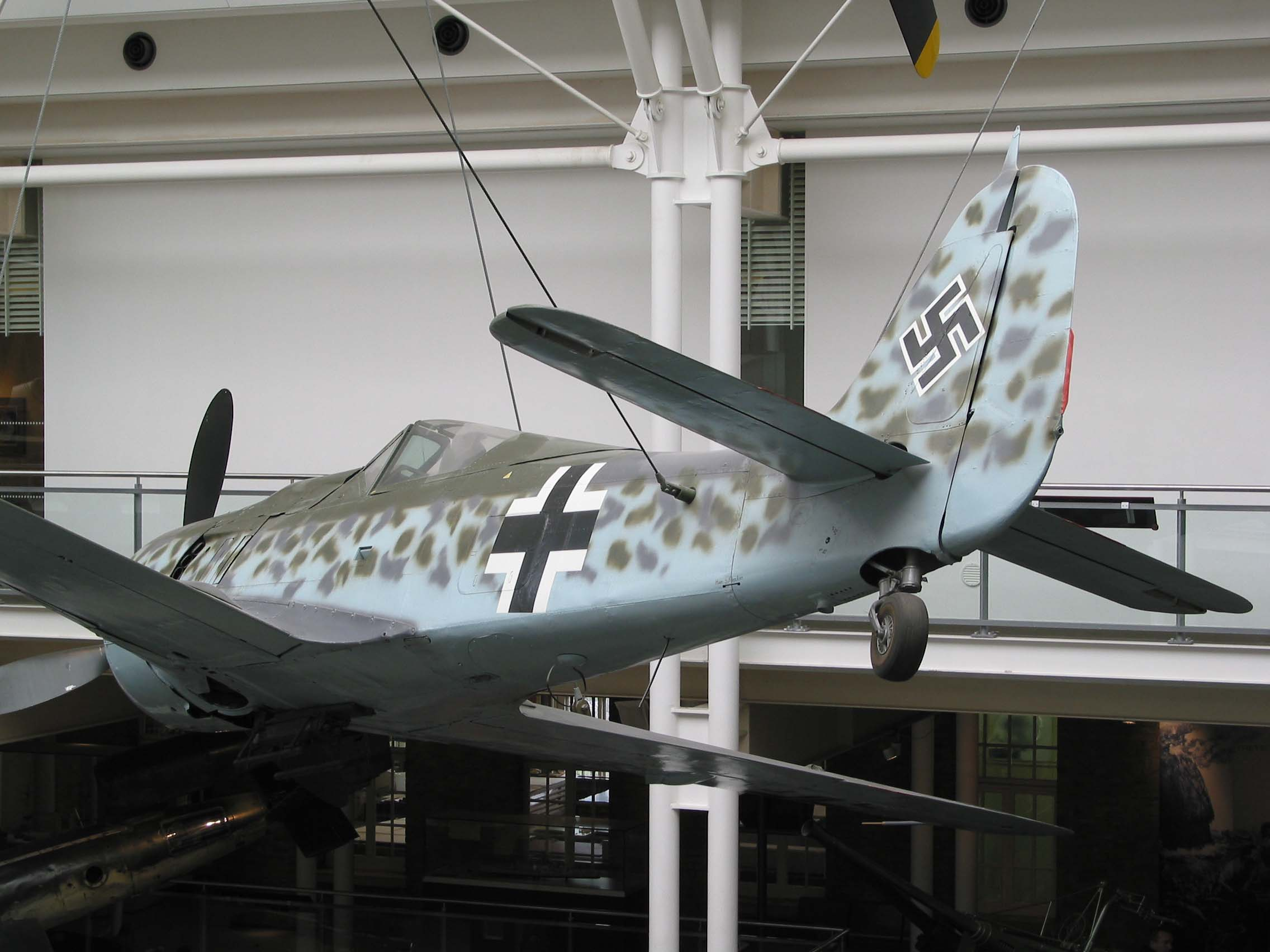
Wersja A-8 ekspozycja muzealna (IWM) – widok z tyłu, malowanie charakterystyczne dla Misteli

To typowy myśliwiec do walki na małych i średnich wysokościach do pułapu 7600 m.
- Fw 190 A-0 (wersja przedseryjna) zaczęły schodzić z linii produkcyjnej w październiku 1940 roku. Pierwsze dwie maszyny oznaczono jeszcze jako V6 i V7. Miały one, jak jeszcze 7 następnych maszyn, skrzydła starszego typu (o mniejszych rozmiarach). Od dziesiątej maszyny (czyli piętnastej produkcyjnej) zastosowano nowe skrzydła i większy statecznik poziomy. Na V7 zamontowano nowe uzbrojenie złożone z dodatkowych 2 działek MG FF kal. 20 mm w skrzydłach, oprócz już montowanych 4 km MG 17 kal. 7,9 mm. Od listopada 1940 roku zaczęto dostarczać Fw 190 A-0 z silnikiem BMW 801 C-1, ale z zamówionych 40 sztuk zbudowano tylko 28 maszyn. Wykorzystano je głównie potem jako prototypy, przebudowując je odpowiednio. W marcu 1941 roku sformowano eksperymentalną jednostkę 190, wyposażoną w 6 maszyn Fw 190 A-0, której zadaniem było zebranie informacji na temat korzystania z Fw 190 w warunkach polowych, zanim zostanie rozpoczęta produkcja seryjna. Stacjonowała ona początkowo w Rechlin-Roggenthin, a potem przeniesiono ją na lotnisko Le Bourget pod Paryżem. Stwierdzono problemy przede wszystkim z silnikiem, nadal występował problem z przegrzewaniem. Specjalna komisja RLM która przybyła do Le Bourget nakazała wstrzymanie lotów aż zostaną usunięte dotychczas stwierdzone usterki. Dokonano ponad 50 modyfikacji, i RLM zaakceptowało samolot do produkcji.
- Fw 190 A-1 wyprodukowany w liczbie 100 egzemplarzy. Cała partia dostarczona do końca lipca 1941. Na uzbrojenie wersji A-1 składały się dwa karabiny MG 17 kalibru 7,92 mm, zamontowane nad silnikiem i MG 17 w skrzydłach. Nieliczne egzemplarze miały również zabudowane w skrzydłach działka 20 mm MG FF. W odróżnieniu od A-0 seryjne maszyny standardowo zostały wyposażone w opancerzenie kabiny pilota oraz chłodnicę oleju.
- Fw 190 A-2 wyprodukowany w liczbie 420 sztuk. Do napędu zastosowano silnik BMW 801 C-2. Większość samolotów tego typu miało znane z wersji A-1 działka MG FF oraz zamontowane w miejsce skrzydłowych karabinów maszynowych działka MG 151/20 20 mm. Zastosowano również nowszy celownik Revi C/12D i większy statecznik wypróbowany w 15 egzemplarzu wersji A-0. Masa płatowca wzrosła do 3850 kg.
- Fw 190 A-3 w wersji tej zastosowano po raz pierwszy tzw. Umrüst-Bausätze, czyli uzupełniające zestawy uzbrojenia i wyposażenia. Wszystkie samoloty tej wersji wyposażane były w mocniejsze silniki BMW 801 D-2 o większym stopniu sprężania zasilanym 96 oktanową benzyną oraz udoskonalone sprężarki. Poprawiono chłodzenie silnika przez wykonanie dodatkowych szczelin wentylacyjnych oraz wyposażono myśliwiec w dodatkową radiostację UKF FuG 25. Uzbrojenie pozostało takie samo jak w typowym A-2. Całkowita produkcja tej wersji wyniosła ponad 2000 samolotów.
- Fw 190 A-4 w wersji tej produkowanej od lipca 1942 pozostawiano karabiny maszynowe nad silnikiem, MG FF zamieniono na działka MG 151/20 (20 mm wersja działka MG 151/15), a na końce skrzydeł przeniesiono działka MG FF kalibru 20 mm. Po raz pierwszy zastosowano instalację MW 50 – wtryskującą do silnika mieszaninę wody z metanolem (50% CH3OH), zwiększającą jego moc poniżej pułapu, na którym zaczynała optymalnie pracować sprężarka. Zamieniono również standardową radiostację KF FuG 7a na FuG 16. Od tej wersji zaczęto również stosować obok Umrüst-Bausätze tzw. Rüstsätze.
- Fw 190 A-5 produkowany od kwietnia 1943, charakteryzował się dłuższym łożem silnika (większa długość kadłuba tj. 9100 mm). Zamiast szczelin wentylacyjnych w osłonie silnika zastosowano ruchome żaluzje. Wymieniono instalację tlenową na nowszą i zastosowano elektryczny sztuczny horyzont. W celu zwiększenia możliwości bojowych samolotu od tej wersji zaczęto szczególnie powszechnie stosować tzw. Rüstsätze i Umrüst-Bausätze przekształcające ten klasyczny myśliwiec w maszynę wielozadaniową.
- Fw 190 A-6 od czerwca 1943 wyprodukowano 569 samolotów. Z uwagi na rozszerzenie zadań stawianych tej maszynie konieczne stało się wzmocnienie konstrukcji płata. Całkowicie zastąpiono działka MG FF działkami MG 151/20. Wymieniono również radiostacje UKF na nowsze FuG 16 ZE i zastosowano urządzenie swój obcy FuG 25a.
- Fw 190 A-7 uważany za wersję przejściową produkowaną od listopada 1942 w liczbie 80 egzemplarzy. W tej wersji karabiny maszynowe znad silnika wymieniono na wkm MG 131 kal. 13 mm. Zastosowano nową uproszczoną instalację elektryczną oraz wymieniono celownik na Revi 16 B.

- Fw 190 A-8 najliczniejsza wersja produkowana od początku 1944 w liczbie 1384 egzemplarzy. Standardowo wyposażano wszystkie samoloty w uniwersalny wyrzutnik bombowy ETC 501 (stosowany często też we wcześniejszych wersjach) służący również do podwieszania dodatkowego zbiornika paliwa. Dostosowano zbiornik instalacji MW 50 (pojemność 115 l.) do pełnienia roli dodatkowego wewnętrznego zbiornika paliwa. Zastosowano nowe anteny urządzeń radiowych oraz zmieniono ich układ wraz z rurką Pitota, co pozwoliło rozróżnić tę wersję od innych na pierwszy rzut oka.
- Fw 190 A-9 produkowany na kilka miesięcy przed zakończeniem wojny. Zastosowano w tej wersji kompletny zespół napędowy z silnikiem BMW 801 TS o mocy 1470 kW (2000 KM) z większym zbiornikiem i wydajniejszą pierścieniową chłodnicą oleju umieszczoną przed silnikiem. Zwiększono również grubość pancerza z przodu silnika do 10 mm. W części samolotów stosowano usterzenie z Ta 152, większą osłonę kabiny z wersji F i drewniane śmigło przedsiębiorstwa Heine.
- Fw 190 A-10 projekt wersji z silnikiem BMW 801 F o mocy 1764 kW (2400 KM).
- Przykładowe Rüstsätze i Umrüst-Bausätze wersji A:
  - A-3/U1 oraz A-3/U3 – przekształcający myśliwiec w samolot myśliwsko-bombowy o udźwigu do 500 kg bomb na jednym wyrzutniku ETC 501 lub kilku podskrzydłowych ETC 50.
  - A-3/U4, A-4/U4 i A-5/U4 – wersja rozpoznawcza, wyposażona w zabudowane aparaty fotograficzne.
  - A-4/U1 – o zredukowanym uzbrojeniu strzeleckim i dwoma wyrzutnikami ETC 501 (dwie bomby po 500 kg) stosowany jako myśliwiec bombardujący tzw. Jabo.
  - A-5/U2 – myśliwiec bombardujący przystosowany do działania w nocy.
  - A-5/U3tp – odmiana myśliwsko-bombowa wersja tropikalna (pustynna).
  - A-5/U14 i A-5/U15 – samolot torpedowy z przekonstruowanym kółkiem ogonowym.
  - A-6/R6 wersja do zwalczania formacji samolotów bombowych wyposażona w parę wyrzutni niekierowanych pocisków rakietowych kal. 210 mm.
  - A-7/R2 wersja do zwalczania amerykańskich bombowców czterosilnikowych, wyposażona w działka 30 mm MK 108, w miejsce zewnętrznych MG 151/20.
  - A-8/R8 silnie opancerzony myśliwiec wyposażony w działka MK 108, przeznaczony do zwalczania amerykańskich bombowców czterosilnikowych.
  - A-8/R11 myśliwiec nocny i do działania w trudnych warunkach atmosferycznych wyposażony aparaturę radiolokacyjną.

### Wersja B i C
Wraz z przystąpieniem USA do wojny i uczestnictwem samolotów tego kraju w dziennych bombardowaniach Niemiec prowadzonych z dużych wysokości pojawił się problem skutecznego ich zwalczania. Jednakże Fw 190 wersji A od wysokości 6700 m zaczynał tracić swoją przewagę techniczną, a na pułapie 7600 m był gorszy od każdego myśliwca alianckiego eskortującego amerykańskie B-17. W tym celu postanowiono przeprowadzić projekt pt. Höhenjäger-1 mający doprowadzić do powstania nowej wersji Fw 190 B – myśliwca wysokościowego. Do prób wytypowano trzy myśliwce wersji A-3, oznaczone potem jako A-3/U7, które poddano modyfikacjom polegającym na zainstalowaniu instalacji GM-1 dostarczającej podtlenek azotu (N2O) do silnika podczas lotów na dużej wysokości. Dla celów tego projektu zmniejszono również masę płatowca poprzez pozostawienie jedynie 2 działek MG 151/20 w skrzydłach, także zabudowano nowy zewnętrzny wlot do sprężarki silnika. Na prototypie V27 prowadzono również próby z powiększonym płatem do 12,3 m. Testowano kabiny ciśnieniowe na kilku przebudowanych samolotach wersji A1 na wzór wyżej wspomnianych A-3/U7. One to właśnie zostały oznaczone jako B-0 i były traktowane jako prototypy tej wersji.
Prowadzono również drugi projekt Höhenjäger-2 polegający na zabudowaniu na płatowcu Fw 190 silnika rzędowego DB 603 wyposażonego w turbosprężarkę. Zbudowano około 10 prototypów wersji C-0, których testowano różne wersje powyższego silnika, różne rodzaje turbosprężarek i śmigieł. Na części Fw 190 C zastosowano również dłuższe skrzydła i kabiny ciśnieniowe.
Obie wersje nie spełniały oczekiwań i nie weszły do seryjnej produkcji.

### Wersja D

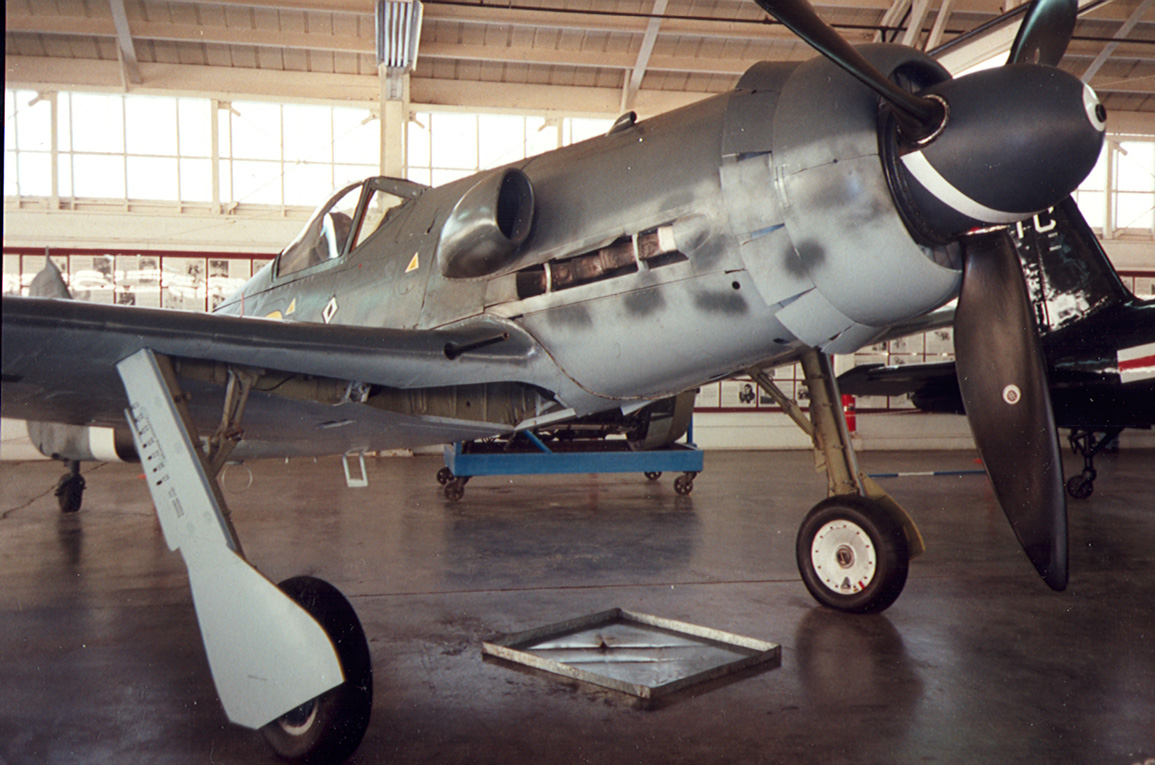
Wersja D-13/R11 ekspozycja muzealna (Champlin Fighter Museum, Phoenix, Arizona)

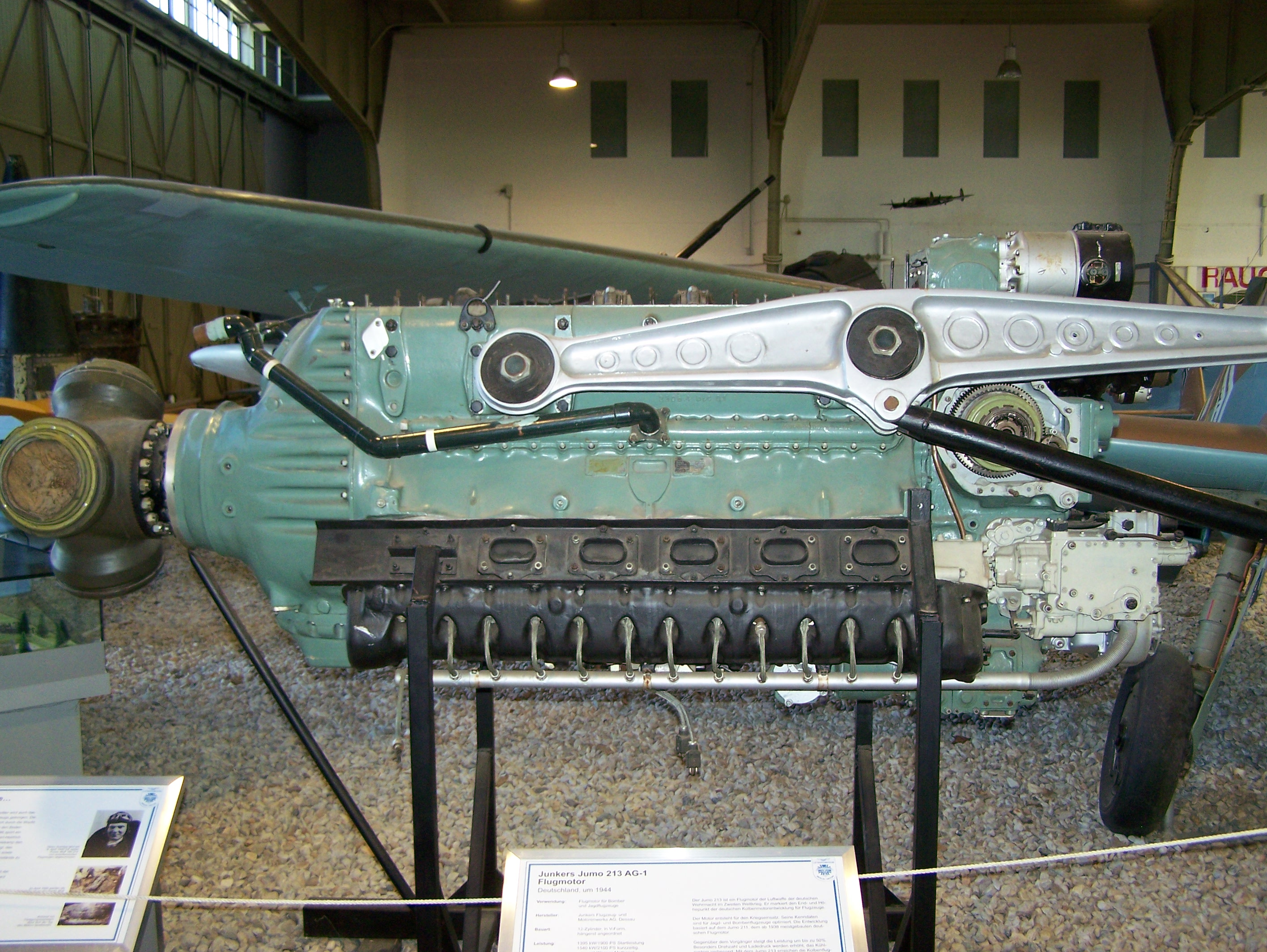
Silnik Fw 190 D Junkers Jumo 213 AG-1

Wraz z wprowadzeniem do służby samolotu North American P-51 Mustang na przełomie 1943 i 1944 roku, amerykańscy piloci zyskali przewagę prędkości nad Fw 190. To skłoniło konstruktorów niemieckich do przeprowadzenia prób z nowym, chłodzonym cieczą silnikiem Jumo 213 A, o mocy 1287 kW (1750 KM), który z instalacją MW-50 mógł osiągnąć do 1545 kW (2100 KM). W celu poprawy położenia środka ciężkości dołożono przed sekcję ogonową segment o długości 50 cm. Przed silnikiem umieszczono kolistą chłodnicę oleju oraz cieczy chłodzącej. Początkowo nowa wersja miała być również myśliwcem wysokościowym, jednakże potem przekształcono ten samolot w myśliwiec podstawowy. Nowy wariant nazwano Dora (lub D).
- Fw 190 D-1 prototyp myśliwca wysokościowego bez kabiny ciśnieniowej.
- Fw 190 D-2 jak D-1 z kabiną ciśnieniową.
- Fw 190 D-9 przekazano do linii około 700 samolotów (produkcja była większa, jednakże część samolotów została zniszczona przez alianckie naloty). Wersja ta była wytwarzana w oparciu o płatowiec A-8, dlatego też nie było innych wersji pomiędzy nią a D-2. Próby z prototypami trwały od maja do sierpnia 1944, a sama produkcja seryjna ruszyła również w sierpniu 1944. Do napędu zastosowano silnik Jumo 213 A-1, długość kadłuba została zwiększona do 10,91 m. Uzbrojenie stanowiły dwa wkm MG 131 nad silnikiem oraz dwa działka MG 151/20E u nasady skrzydeł. Samolot również mógł przenosić bombę lub dodatkowy zbiornik paliwa na podkadłubowym wyrzutniku ETC 504.
- Fw 190 D-10 wyprodukowany jedynie w dwóch egzemplarzach. Zastąpiono w nim dwa MG 131 jednym działkiem 30 mm MG 108 strzelającym przez wał śmigła.
- Fw 190 D-11 jako napędu używano Jumo 213 F z instalacją MW – 50. Całe uzbrojenie zostało umieszczone w skrzydłach i składało się z dwóch MG 151/20E oraz dwa MK 108. Wersja ta nie wyszła poza fazę prototypu.
- Fw 190 D-12 zastosowano silniejsze Jumo 213 E-1 oraz uzbrojenie jak w D-10. Wariant produkowany seryjnie w niewielkiej liczbie egzemplarzy.
- Fw 190 D-13 powstało 25 samolotów seryjnych uzbrojonych w trzy działka MG 151/20, w tym jedno strzelające przez wał śmigła.
- Fw 190 D-14 dwa prototypy z silnikiem DB 603 LA i uzbrojeniem takim jak D-13.
- Fw 190 D-15 produkcja miała ruszyć w kwietniu 1945 i nie wiadomo czy ją podjęto. Wariant ten miał posiadać zespół napędowy z DB 603 E-1, uzbrojenie takie jak D-11 oraz usterzenie z Ta-152.
- Przykładowe Rüstsätze wersji D:
  - R1 uzbrojenie takie jak w wersji A-8.
  - R5 wersja szturmowa wyposażona w dodatkowe podskrzydłowe wyrzutniki bombowe ETC 50 lub ETC 71.
  - R6 wersja uzbrojona w dwie wyrzutnie rakietowe WGr 21.
  - R11 samolot przystosowany do lotów nocnych i w złych warunkach atmosferycznych.
  - R20 samolot wyposażony w instalację MW-50.
  - R21 tak jak w R11 dodatkowo wyposażony w MW-50.

### Wersja E
Projektowana wersja rozpoznawcza z zabudowanymi na stałe aparatami fotograficznymi. Zadania jej z powodzeniem spełniały wersje A-3/U4, A-4/U4 i A-5/U4, z tego powodu nie powstał żaden samolot tego wariantu.

### Wersja F

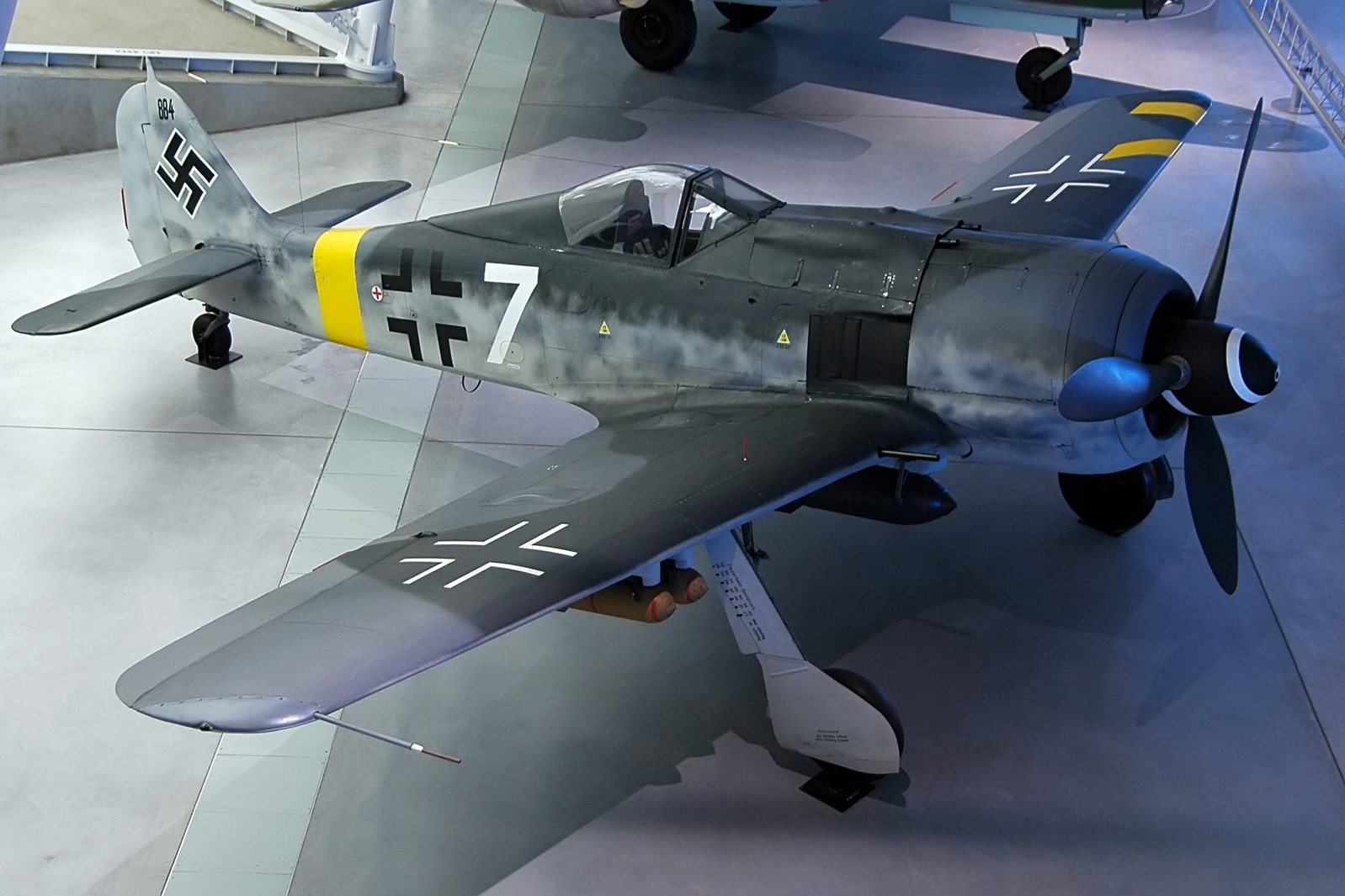
Wersja F z charakterystyczną powiększoną osłoną kabiny pilota

Chociaż teoretycznie wszystkie wersje Fw 190 były w stanie przenosić bomby, to prawdziwymi samolotami myśliwsko-bombowym były wersje „F”. Doświadczenia z wersją A-4/U3 skłoniły konstruktorów do opracowania nowej wersji wyposażonej w dodatkowy pancerz chroniący od spodu zbiorniki paliwa, silnik i podwozie. Z uwagi na jego masę konieczne się stało zmniejszenie uzbrojenia strzeleckiego. Tak w ten sposób powstała nowa wersja:
- Fw 190 F-1 wersja wyprodukowana w liczbie 18 szt. na bazie A-4/U3 i uzbrojona w dwa MG 17 oraz dwa MG 151/20. Pod kadłubem znajdował się wyrzutnik ETC 501.
- Fw 190 F-2 wariant powstały na bazie A-5/U3 w liczbie około 270 egzemplarzy, dodatkowo wzmocniono felgi w kołach oraz zdjęto klapki osłaniające podwozie po wciągnięciu do kadłuba.
- Fw 190 F-3 w podwersji R1 wytwarzana od maja 1943 do kwietnia 1944 w liczbie około 250 samolotów. Powstała na bazie A-5/U17 dodatkowo oprócz standardowego ETC 501 pod kadłubem, zamontowano cztery wyrzutniki ETC 50 pod skrzydłami. Podwersje R2 i R3 nie produkowano seryjnie miały być niszczycielami czołgów wyposażonymi w działka 30 mm.
- Fw 190 F-8 powstały na bazie wersji A-8 z silnikiem BMW 801 D-2 poddanym modyfikacji do lotów na wysokości poniżej 1000 m. Wersja ta miała też inną radiostację niż A-8 pozwalającą na nawiązywanie łączności również z wojskami lądowymi. Później zaczęto montować poszerzoną tylną owiewkę kabiny. Na uzbrojenie tej wersji składały się dwa wkm MG 131 i dwa działka MG 151/20E. Pod kadłubem oraz skrzydłami montowano wyrzutniki bombowe podobnie jak w F-3.
- Fw 190 F-9 produkowany na bazie wersji A-9 z drewnianym śmigłem o dużej sprawności.
- Przykładowe podwersje, Rüstsätze i Umrüst-Bausätze wersji F:
  - F8/U1 wariant myśliwsko-bombowy dalekiego zasięgu przygotowany jako alternatywa dla G-8. Miał pod skrzydłami dodatkowe dwa wyrzutniki ETC 503 (dla bomb 250 kg lub dla 300 l zbiorników podwieszanych) wraz z podkadłubowym ETC 501 (dla 500 kg bomby) mógł zabrać do łącznie do 1000 kg uzbrojenia bombowego.
  - F8/U2 wersja myśliwsko-torpedowa (2 torpedy BT 400 lub 1 BT 700) ze zredukowanym uzbrojeniem strzeleckim do dwóch MG 131.
  - F8/U3 samolot myśliwsko-torpedowy z mocniejszym silnikiem, podwyższonym kółkiem ogonowym, mógł zabierać ciężką torpedę BT 1400.
  - F3/R1tp tropikalna wersja wyżej wzmiankowanego F-3/R1.
  - F8/R1, F9/R1 miał po dwa wyrzutniki ETC 50 lub 71 pod skrzydłami.
  - F8/R13 wersja nocna – myśliwsko-torpedowa, odpowiednikiem tego podwariantu była też F8/U4.
  - F8/R15 odpowiednik F8/U3.
  - F8/R13 odpowiednik F8/U2.
  - F8 Pb1, F8 Pb2, F8 Pb3 (Pb = Panzerblitz) – samolot uzbrojony w sześć lub osiem wyrzutni przeciwczołgowych niekierowanych pocisków rakietowych X4M. Kolejne cyfry informowały o modyfikacjach głowic kumulacyjnych tych pocisków polegających na zwiększeniu przebijalności.
  - F9 Pb1 jak powyżej.

### Wersja G
Wersja F była przeznaczona do wsparcia na polu walki, dlatego też równolegle produkowano jej pochodną wersję myśliwsko-bombową o zwiększonym zasięgu oznaczaną literą G. Samoloty te miały operować w odległościach większych niż 600 km łączna ich produkcja wyniosła około 800 sztuk.
- Fw 190 G-1 wersja powstała na bazie samolotów myśliwsko-bombowych typoszeregu A-4/U8. Miała uzbrojenie zredukowane do dwóch działek MG 151/20. Dodatkowe paliwo przenoszone było w podskrzydłowych zbiornikach odrzucanych. Bomby o masie 250 kg lub 500 kg ewentualnie 4 × 50 kg pod kadłubem. Całkowita produkcja wyniosła 50 sztuk.
- Fw 190 G-2 jak wyżej tylko do jej budowy posłużyła wersja A-5/U8. Zastosowano ulepszone stawiające mniejszy opór aerodynamiczny zamki do zbiorników podwieszanych. Fw 190 G-2/N była modyfikacją dostosowaną do lotów nocnych.
- Fw 190 G-3 odziedziczył płat z wariantu A-6, zaczepy podskrzydłowe przeznaczone dotychczas tylko dla zbiorników podwieszanych przystosowano również do przenoszenia po 250 kg bomb. Samoloty otrzymały autopilota. Wersja ta produkowana była od lata 1943, w październiku zastosowano ulepszone silniki BMW 801 D-2.
- Fw 190 G-8 oparty na wersji A-8, zastosowano w nim większy wiatrochron od F-8 oraz wyrzutniki podskrzydłowe ETC 503. Istniał też wariant G8/N.
- Przykładowe Rüstsätze wersji G:
  - G-3/R1 zamiast podskrzydłowych wyrzutników stosowano zasobniki WB 151/20, nie montowano w nich dodatkowego opancerzenia oraz autopilotów.
  - G-3/R5 oraz G-8/R5 pod skrzydłami zabudowano cztery wyrzutniki ETC 50 lub 71 zamiast standardowych w tych wersjach.
  - G-8/R4 z instalacją GM – 1 zwiększająca moc silnika podczas lotów na dużych wysokościach.

Niektóre egzemplarze tej wersji przystosowano do przenoszenia bomb o masie 1000 kg lub 1800 kg. Samoloty te miały pod kadłubem wyrzutniki typu Schloβ 1000 lub 2000. Wzmocniono również ich podwozie.

### Wersja S

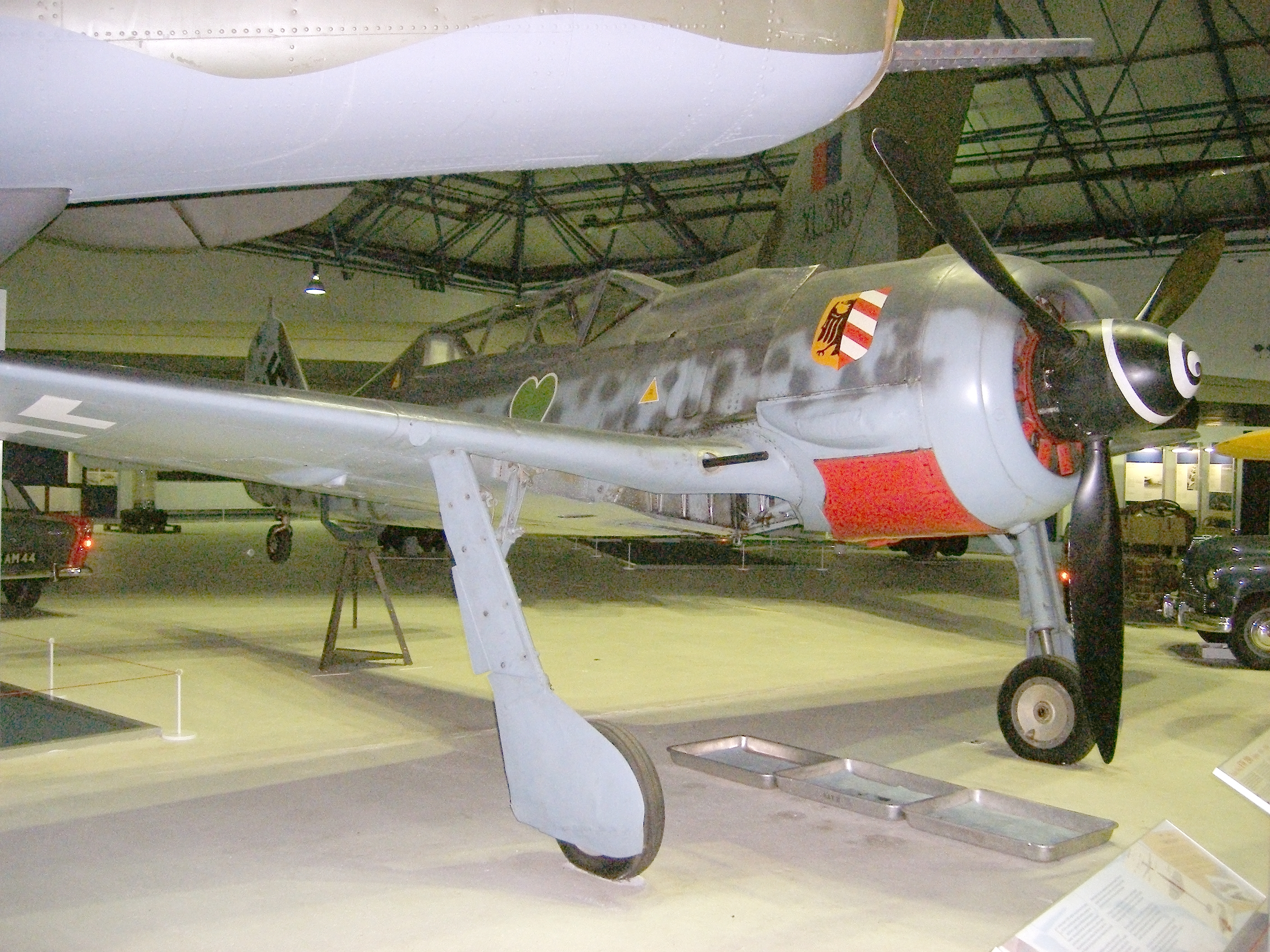
Fw 190 S powstały z przebudowy płatowca wersji F-8 (obecnie w RAF Museum London)

Wersja szkolna powstała na bazie A-5 i A-8 oznaczana odpowiednio S-5 oraz S-8. Był to dwuster szkolno-treningowy, w którym umieszczono za pilotem dodatkową kabinę dla instruktora. Samoloty te miały uzbrojenie zredukowane lub nie miały żadnego.

### Wersje nietypowe
- Część płatowców była składana przez małe wytwórnie z części i podzespołów ze zniszczonych w toku walk lub trakcie eksploatacji egzemplarzy. Często na taki samolot składały się elementy wersji A, F lub G, gdzie po montażu stawał się płatowcem całkiem nowej wersji z nowym numerem fabrycznym.
- Fw 190 Aa-3 (ausländisch) wyprodukowany i dostarczony w liczbie 72 sztuk dla Turcji. Różnił się od typowego A-3 uzbrojeniem składającym się tylko z dwóch km MG 17 oraz dwóch działek MG FF, zastosowano w nim również inne wyposażenie radiowe.
- NC 900 produkowany po zakończeniu wojny we Francji dla Francuskich Siły Powietrznych na bazie podzespołów z wersji A-5 i A-8 pozostałych w Cavant, gdzie podczas wojny m.in. je produkowano na potrzeby Luftwaffe.
- Fw 190 A8/N oraz Fw 190 A9/N (Nachbau) produkowana współcześnie przez niemiecką firmę Flugwerk GmbH replika A-8 i A-9 z rosyjskim silnikiem gwiazdowym ASz 82.
- Fw 190 D9/N odpowiednik powyższego, replika D-9 z rzędowym silnikiem Allison V-1710.

## Dane taktyczno-techniczne
| Wersja                     | A-1                | A-3               | A-5               | A-8                         | F-3/R1                        | F-8/R1                      | G-3                          | G-8                  | D-9                         | D-13                |
| -------------------------- | ------------------ | ----------------- | ----------------- | --------------------------- | ----------------------------- | --------------------------- | ---------------------------- | -------------------- | --------------------------- | ------------------- |
| Masa własna (kg)           | 2520               | 2845              | 2950              | 3050                        | –                             | –                           | –                            | –                    | 3250                        | 3270                |
| Masa maks. startowa (kg)   | 3500               | 3995              | 4063              | 4272                        | 5000                          | 5400                        | 4800                         | 5200                 | 4270                        | 4400                |
| Rozpiętość skrzydeł (m)    | 10,506             | 10,506            | 10,506            | 10,506                      | 10,506                        | 10,506                      | 10,506                       | 10,506               | 10,506                      | 10,506              |
| Długość (m)                | 8,950              | 8,950             | 9,100             | 9,100                       | 9,100                         | 9,100                       | 9,100                        | 9,100                | 10,192                      | 10,192              |
| Wysokość (m)               | 3,950              | 3,950             | 3,950             | 3,950                       | 3,950                         | 3,950                       | 3,950                        | 3,950                | 3,960                       | 3,960               |
| Powierzchnia nośna (m²)    | 18,30              | 18,30             | 18,30             | 18,30                       | 18,30                         | 18,30                       | 18,30                        | 18,30                | 18,30                       | 18,30               |
| Napęd                      | BMW 801 C-1        | BMW 801 D-2       | BMW 801 D-2       | BMW 801 D-2                 | BMW 801 D-2                   | BMW 801 D-2                 | BMW 801 D-2                  | BMW 801 D-2          | Jumo 213 A-1                | Jumo 213 E-1        |
| Moc kW KM                  | 1147 1560          | 1272 1730         | 1272 1730         | 1272 1730                   | 1272 1730                     | 1272 1730                   | 1272 1730                    | 1272 1730            | 1301 1770                   | 1375 1870           |
| Uzbrojenie                 | 4×7,92 mm 2×20 mm1 | 2×7,92 mm 4×20 mm | 2×7,92 mm 4×20 mm | 2×13 mm 4×20 mm 500 kg bomb | 2×7,92 mm 2×20 mm 700 kg bomb | 2×13 mm 2×20 mm 780 kg bomb | 2×20 mm 1000 (1800)² kg bomb | 2×20 mm 1000 kg bomb | 2×13 mm 2×20 mm 500 kg bomb | 3×20 mm 500 kg bomb |
| Prędkość maksymalna (km/h) | 590                | 660               | 670               | 647                         | 525                           | 520                         | 460                          | 450                  | 686                         | 730                 |
| Pułap (m)                  | 9 600              | 10 600            | 10 000            | 10 300                      | 7 250                         | 7 250                       | 7 500                        | 7 500                | 11 100                      | 12 500              |
| Zasięg (km)                | 1030               | 800               | 850               | 1035 (1470)³                | 615                           | 775                         | 1125                         | 1125                 | 800                         | 750                 |

Objaśnienia do tabeli
1. Wyposażono tylko niektóre egzemplarze.
2. Tylko samoloty z zamontowanym zamkiem Schloβ 2000 i wzmocnionym podwoziem – możliwość zabrania bomby o masie 1800 kg.
3. Zasięg przy zastosowaniu zbiornika podwieszanego o pojemności 300 l.

## Produkcja

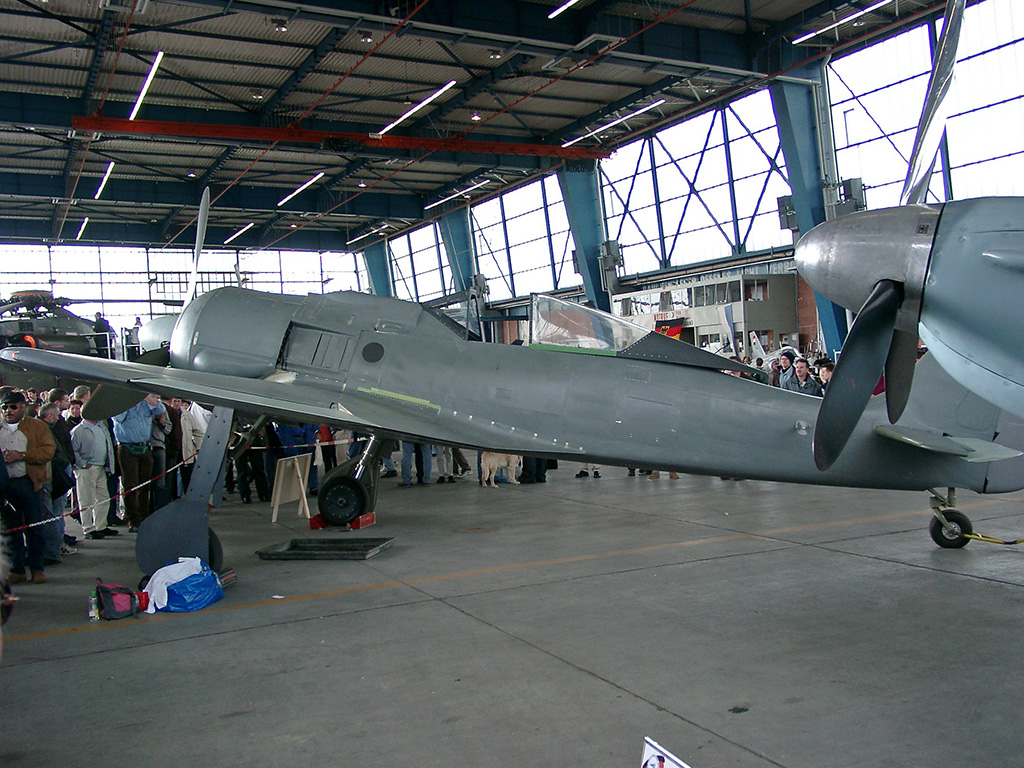
Współczesna replika oznaczona jako wersja A-9/N (Nachbau)

Fw 190 od początku został skonstruowany z myślą o wykorzystaniu do produkcji firm, które dotychczas nie miały doświadczenia w wytwarzaniu samolotów. Szczególnie zaowocowało to po roku 1942, od kiedy Niemcy były paraliżowane coraz częstszymi nalotami bombowymi, a zakłady lotnicze były szczególnie atakowane. Ostrożne szacunki mówią o wyprodukowaniu około 18 tysięcy sztuk Fw 190. Wynika to stąd, że część płatowców została ponownie złożona ze zniszczonych egzemplarzy, otrzymując nowy numer fabryczny, dlatego też część danych określa produkcję na 20–22 tysiące sztuk. Główne zakłady produkujące ten samolot miały lokalizację w Bremie, Tutow in Mecklenburg, Marienburg (Malbork), Cottbus (Chociebuż), Sorau (Żary), Neubrandenburg oraz Schwerin. Wytwarzaniem na licencji zajmowały się również przedsiębiorstwa: AGO – Oschersieben; Arado – Babelsberg, Brandenburg, Warnemünde, Anklam, Rathenow, Neuendorf; Fieseler – Kassel Waldau; SNCAC (okupowana Francja) – Cavant. Fw 190 produkowane były także na terenach okupowanej Polski w Poznaniu w obiektach Międzynarodowych Targów Poznańskich, a montaż końcowy odbywał się w podpoznańskich Krzesinach. Nie były to oczywiście wszystkie wytwórnie, bo wiele pomniejszych zakładów i frontowych warsztatów naprawy sprzętu dokonywało swoistego recyklingu z rozbitych maszyn, a podczas walk o Berlin na lotnisku Tempelhof odkryto sprawną linię produkcyjną. Mimo że samolot Focke Wulfa został uznany za lepszy od Bf 109, nie doszło do zaprzestania produkcji tego ostatniego, tak że starszych 109-tek wytworzono prawie dwa razy więcej do końca wojny.
Po zakończeniu wojny w fabryce SNCAC (Cravant – Francja) zbudowano 64 egzemplarze wersji A-5 i A-8 dla Francuskich Sił Powietrznych.
Od 1996 roku niemiecka spółka Flug Werk GmbH w Gammelsdorf rozpoczęła produkcję wersji Fw 190 A-8, A-9 oraz D-9. Do końca 2007 roku wybudowano około 20 egzemplarzy oznaczanych odpowiednio A-8/N, A-9/N oraz D-9/N (Nachbau). Wszystkie repliki latają, napędzane są jedynie silnikami gwiazdowymi ASz – 82 produkowanymi na licencji rosyjskiej w Chinach lub amerykańskimi rzędowymi Allison V-1710. Reszta elementów płatowca według zapewnień producenta jest prawie w 98% zgodna z oryginalną dokumentacją.

## Zastosowanie bojowe
Konstruktor Focke Wulfa Kurt Tank, doświadczony pilot i inżynier, przykładał dużą wagę do stworzenia maszyny dostosowanej do realiów toczącej się wojny. W tym celu wiosną 1941 zaproszono dwóch oficerów, pilotów liniowych z JG 26 Otto Bahrensa i Karla Borrisa do przeprowadzenia prób na tym samolocie. Oni to właśnie doprowadzili tę maszynę do stanu przydatności bojowej i byli inicjatorami skierowania pierwszych Fw 190 do jednostki frontowej.

### Front zachodni

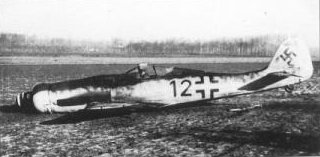
Uszkodzony Fw 190 D-9 w czasie operacji Bodenplatte

Fw 190 A-1 po raz pierwszy trafił do liniowej – II/JG 26 – w lecie 1941 roku. Po krótkim szkoleniu loty bojowe rozpoczęto pod koniec sierpnia tego roku. Pierwszego zestrzelenia wrogiego samolotu (Supermarine Spitfire) dokonał 17 września 1941 roku koło Boulogne-sur-Mer oberleutnant Kurt Ebesberger. A pierwszą stratą w walce było strącenie maszyny hauptmanna Waltera Adolpha dnia 18 września przez grupę Spitfire Mk VB. Piloci brytyjscy początkowo wzięli nowe myśliwce za zdobyczne Curtiss P-36 Hawk. 8 listopada 1941 dwie grupy (dywizjony Luftwaffe) JG 26 zanotowały ostatni sukces tego roku, zestrzelono 7 myśliwców Spitfire biorących udział w kolejnej operacji Circus w okolicach Lille i Saint-Pol-sur-Mer. Do asów latających w tym okresie na tych płatowcach należy zaliczyć: Kurta Ebesbergera, Wolfganga Kosse, Waltera Schneidera. Na przełomie 1941/42 cały JG 26 (pułk) został w całości przezbrojony na Fw 190 A-2. Następnie wiosną przezbrojono również JG 2, a latem 1942 nowe samoloty zaczęły trafiać do JG 1. W ten sposób jednostki latające na Fw 190 stworzyły strefę obrony od wybrzeży Francji przez Belgię, Holandię aż po terytorium III Rzeszy. Wiosna i początek lata 1942 roku zostały nazwane przez pilotów niemieckich „szczęśliwymi dniami”, z uwagi na sukcesy uzyskane przez rosnącą liczbę Fw 190, które przewyższały Spitfire Mk VB niemal pod każdym względem. M.in. podczas Operacji Cerberus piloci 9./JG 26 przy stracie 3 własnych maszyn zaliczyli siedem zwycięstw pewnych i sześć prawdopodobnych, forsując eskortę Spitfire i niszcząc wszystkie maszyny torpedowe Swordfish wysłane przez 825 dywizjon RAF. Później w marcu 1942 RAF stracił 32 myśliwce, w kwietniu 104 samoloty, w maju dalszych 65 maszyn, a 2 czerwca z 403 kanadyjskiego dywizjonu nie powróciło ¾ jego stanu. Powyższe straty spowodowały zmniejszenie intensywności działań RAF nad Francją. 10 Grupa Fighter Command musiała część dywizjonów myśliwskich wycofać z walki celem odbudowy ich zdolności bojowej. 23 czerwca oberleutnant Armin Faber stracił orientację podczas walki nad hrabstwem Devon i wylądował pomyłkowo w bazie RAF w Pembrey. Dzięki temu Brytyjczycy mogli poznać wszystkie zalety i wady najnowocześniejszego wtedy Fw 190 A-3 oraz opracować taktykę walki z nimi. Latem także w 1942 zaczęto wprowadzać do wyposażenia myśliwce Spitfire Mk IX. To wszystko umożliwiło aliantom z końcem 1942 podjąć wyrównaną walkę. 19 sierpnia 1942 roku na francuskim wybrzeżu pod Dieppe alianci dokonali próbnego desantu. Odpierały atak latające na Fw 190 JG 26 i JG 2. W trakcie tego dnia JG 26 zestrzelił 38, a JG 2 59 maszyn alianckich, w tym leutnant Josef Wurhmeller 7, hauptmann Sigfried Schnell 5 samolotów, a oberleutnant Egon Mayer zanotował 50 zestrzelenie. Straty Focke Wulfów wyniosły 14 maszyn należących do JG 2 i 6 z JG 26. Najwięcej zwycięstw zaliczyli w tym okresie: Gerhard Schöpfel, Josef Priller „Pips”, Johannes Seifert, Walter Oesau, Hans Hahn „Assi”, Erich Leie, Egon Meyer, Siegfried Schnell, Heinz Bär, Wilhelm Ferdinand Galland „Wutz”. W międzyczasie 4 lipca 1942 po raz pierwszy w Europie, 12 bombowców Douglas DB-7 Boston z amerykańskimi lotnikami na pokładzie dokonało ataku na lotniska JG 1 w Holandii. W sierpniu pojawiły się nad Francją Latające Fortece B-17 należące do USAAF. 6 września II/JG 26 odpiera atak 30 B-17 bombardujących fabrykę Poteza i tego dnia na konto niemieckich myśliwców zaliczono zestrzelenie pierwszej Latającej Fortecy przez hauptmanna Conny Meyera. Walka z amerykańskimi bombowcami stała się jednym z podstawowych zadań bojowych wykonywanych przez Fw 190 aż do końca wojny. Podczas lądowania aliantów w Normandii pierwszą jednostką odpierającą ten atak była I/JG 2. Jednakże w warunkach przewagi liczebnej wroga wpływ Jagdwaffe na przebieg operacji desantowej był niewielki, mimo skierowania do końca D-day w ten rejon I i II/JG 2 oraz I, II i III/JG 26. Jedynym widocznym przejawem obecności Luftwaffe tamtego dnia był przelot nad plażą Sword dokonany przez Josefa Prillera i Heinza Wodarczyka, który został później uwieczniony w słynnym filmie Najdłuższy dzień. Inwazja stała się powodem dla OKL do natychmiastowego przerzucania jednostek myśliwskich do Francji, kosztem osłabienia obrony Rzeszy. W czasie intensywnych walk powietrznych liczba straconych samolotów niemieckich przekroczyła liczbę zniszczonych maszyn aliantów. W związku z tym kolejno wycofywano jednostki myśliwskie Luftwaffe na teren Niemiec w celu wzmocnienia nadwerężonej nieoczekiwanym przegrupowaniem obrony powietrznej kraju. Osłonę wycofujących się niemieckich oddziałów na tym terenie jeszcze pełniły do września 1944 jedynie JG 2 i JG 26.
Oprócz jednostek przeznaczonych działań typowo myśliwskich od czerwca 1942 zaczęto tworzyć tzw. Jabostaffeln w JG 26, czyli 10./JG26. Pierwszymi celami tej jednostki myśliwsko-bombowej stały się cele na południowym wybrzeżu Anglii oraz żegluga na kanale La Manche. 31 października 1942 10./JG 2 oraz 10./JG26 przeprowadziły nalot na Canterbury, a 20 stycznia 1943 na Londyn. Naloty te kontynuowano aż do późnej wiosny tego roku. Dopiero w związku z niemieckim kontratakiem w Ardenach rok 1945 zaczął się od intensywnych ataków bombowych przeprowadzonych na alianckie lotniska w ramach operacji Bodenplatte, w której 2/3 samolotów stanowiły Fw 190. W tej operacji wzięły udział m.in. SG 4, JG 2 oraz JG 6. Choć zniszczenia zadane aliantom były duże (sam SG 4 zniszczył około 400 samolotów), jednak nieprzyjaciel prędko uzupełnił swoje straty, a Luftwaffe straciła bezpowrotnie wielu doświadczonych pilotów.

### Europa północna
Latem 1942 roku w Fw 190 A-3 stopniowo wyposażono I i IV/JG 5 stacjonujące w Norwegii. Celem tych dywizjonów było zwalczanie zapuszczających nad wybrzeże De Havilland Mosquito. Dopiero w lutym 1943 utworzono Jabo Staffel 14./JG 5, których użyto do zwalczania alianckiej żeglugi na wodach arktycznych. Do końca roku piloci tej eskadry zatopili statki o tonażu około 39 000 ton.

### Obrona obszaru Rzeszy

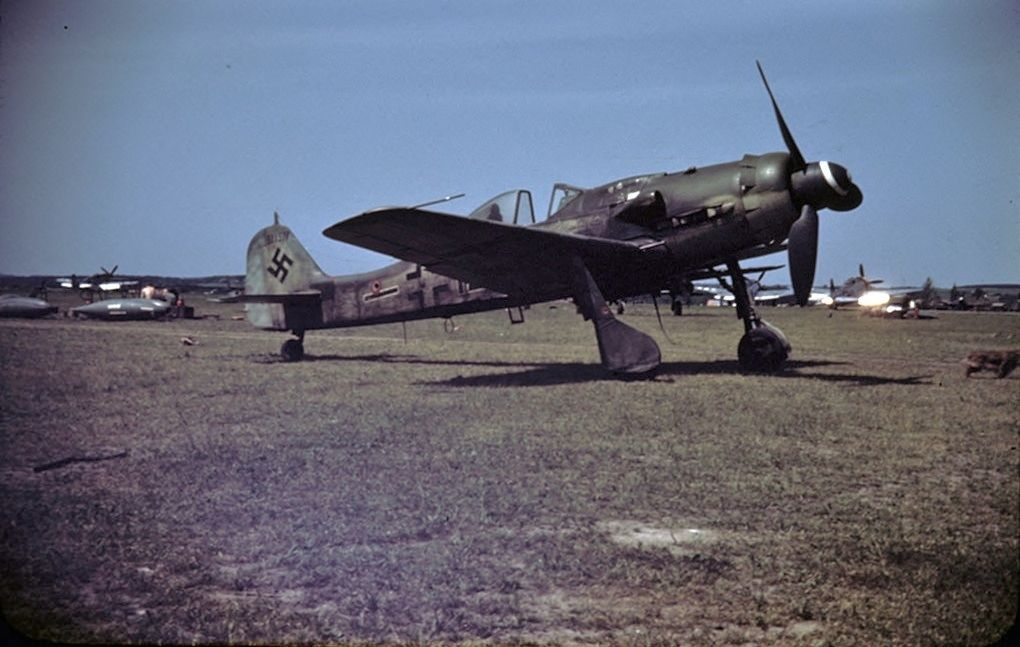
Fw 190 D-9 w lotnictwie obrony Rzeszy

W toku walk toczonych nad Francją w drugiej połowie 1942 roku została wypracowana taktyka walki z amerykańskimi Boeing B-17 Flying Fortress. Okazała się ona przydatna od początku 1943, gdy amerykańska 8 Armia przystąpiła do ofensywy bombowej nad terytorium III Rzeszy. Do jej obrony w 1943 zostały skierowane JG 2, JG 26 oraz JG 1 stacjonujące na wybrzeżu Francji i terenach leżących już w samych Niemczech. Mimo dużej przewagi powietrznej aliantów Luftwaffe osiągała początkowo spektakularne sukcesy. I tak w marcu tego roku formacja 16 B-17 atakujących Rotterdam została przechwycona przez maszyny z JG 1 i JG 26, które strąciły aż 5 latających fortec. Potem stan uległ zmianie z chwilą pojawienia się amerykańskich myśliwców eskortujących P-47 Thunderbolt, które po otrzymaniu dodatkowych zbiorników paliwa, były w stanie eskortować bombowce alianckie aż nad terytorium Niemiec. W celu wzmocnienia obrony Rzeszy powołano nową jednostkę (z dawnych I i III/JG 1) JG 11 mającą operować na terenie rozciągającym się od Danii do Holandii oraz po krótkim pobycie przeniesiono z frontu wschodniego I/JG 26. Czyniono próby z nowymi rodzajami uzbrojenia lotniczego, m.in. z adaptowaną do nowej roli zwalczania samolotów wersją Nebelwerfer. W dniu 12 sierpnia ponad 300 B-17 eskortowanych przez P-47 atakowało cele w Niemczech. Jagdwaffe zestrzeliła 25 maszyn przy stracie 4 Focke-Wulfów. Pięć dni później 360 B-17 pozbawionych eskorty atakowało cele położone na południu Niemiec (Schweinfurt i Ratyzbona). Do walki z tą formacją skierowano wszystkie pułki uzbrojone w Fw 190 (JG 1, 2, 11 i 26). Strącono 59 maszyn, a ponad 50 zostało ciężko uszkodzonych przy stosunkowo niewielkich stratach Jagdwaffe (lotnictwo myśliwskie). Kolejną wielką bitwę powietrzną stoczyły Fw 190 14 października z blisko 500 B-17 i eskortującymi je P-47. Do walki skierowano wtedy samoloty z JG 1 i JG 26, które zniszczyły w powietrzu 14 bombowców i 1 eskortującego je myśliwca. W wyniku tych walk myśliwcom udało się uszkodzić niemal 200 alianckich bombowców.
5 grudnia 1943 roku po raz pierwszy użyto myśliwców P-51 Mustang i od tego momentu niemieckiej Jagdwaffe sukcesy nie przychodziły już tak łatwo. Zginęli m.in. Egon Mayer, Walter Oesau, niemieccy lotnicy mający ponad 100 zestrzeleń na zachodnim TDW. Próbowano wzmocnić obronę przenosząc ze wschodu III/JG 11 i III/JG 54. Na początku 1944 roku zaczęto tworzyć jednostkę pod nazwą Sturmstaffel liczącą 18 maszyn wyposażoną w silnie uzbrojone i opancerzone maszyny Fw 190. Zadaniem ich miało być zbliżenie się do czterosilnikowych bombowców na jak najbliższą możliwą odległość i otworzenie do nich ognia, a w ostateczności wręcz staranowanie wrogiej maszyny. Pierwsze doświadczenia spowodowały, że w czerwcu 1944 zaczęto tworzyć dywizjony przeznaczone do zwalczania amerykańskich B-17 – IV/JG3 II/JG 300 oraz II/JG 4. Nazywane one były Sturmgruppen, a na ich wyposażenie wchodziły m.in. silnie opancerzone A-8/R8. Okazało się jednak, że samoloty tej wersji z racji swych właściwości lotnych potrzebują osłony innych myśliwców. Podczas tych walk odnoszono wprawdzie sukcesy, jednakże tracono przy tym niewspółmiernie dużo doświadczonych pilotów. We wrześniu tego roku do obrony Rzeszy skierowano pierwsze D-9 z III/JG 54, a następnie wyposażono w ten wariant I i II/JG 26 oraz III/JG/2. Od 1945 większość D-9 skierowano do obrony lotnisk m.in. z JG 301 miała przedzielone lotniska JV 44 latającej na Me 262.
W drugiej połowie 1943 roku zaczęto używać Fw 190 w roli myśliwca nocnego. W tym celu Fw 190 skierowano do II/JG 300, która razem z innymi dywizjonami z tego pułku (częściowo wyposażonych w Focke Wulfy) oraz z JG 301 i 302 na Bf 109, próbowała powstrzymać nocne naloty bombowe stosując tzw. taktykę Wildsäu. Zastosowanie tego myśliwca dziennego do tej nowej taktyki przyniosło sukcesy, jednakże zaowocowało dużą liczbą wypadków. Podczas wykonywania tych zadań szczególnie skuteczni okazali się: Kurt Welter, Friedrich Karl Müller. Pod koniec wojny przeprowadzano również próby wyposażenia Fw 190 w radar Neptun m.in. takie maszyny posiadała 1./NJGr 10.

### Śródziemnomorski TDW
W listopadzie 1942 alianci dokonują desantu w Afryce Północnej. OKL kieruje I/JG 2 do Marsylii a II/JG 2 do Tunezji. Myśliwce II/JG 2 zajmują się swobodnymi polowaniami tzw. Freie Jagd, zwalczaniem lotnictwa nieprzyjaciela, eskortowaniem oraz niszczeniem celów naziemnych. Z uwagi, że alianci do walki na tym teatrze działań wojennych wysyłali starsze myśliwce Focke Wulfy osiągają znaczne sukcesy. W sumie ta jednostka do późnej wiosny 1943 zestrzeliła ponad 150 wrogich maszyn, tracąc w walkach powietrznych jedynie 8 Fw 190. Szczególnie zasłużyli się: Adolf Dickfeld, Kurt Bühlingen, Erich Rudorffer. Ten ostatni w dniu 9 lutego w ciągu 15 minut odniósł aż 8 zwycięstw powietrznych. Również w północnej Afryce walczyły również myśliwsko-bombowe Fw 190 z III/ZG 2, od grudnia 1942 pod zmienioną nazwą III/SKG 10. Po upadku Tunezji myśliwskie Fw 190 z I/JG 2 pojawiły się dopiero na początku 1944 we Włoszech wraz ze szturmowymi z SG 4. Po pierwszej połowie tego roku nie było już na tym, teatrze działań wojennych żadnych jednostek uzbrojonych w te samoloty.

### Front wschodni

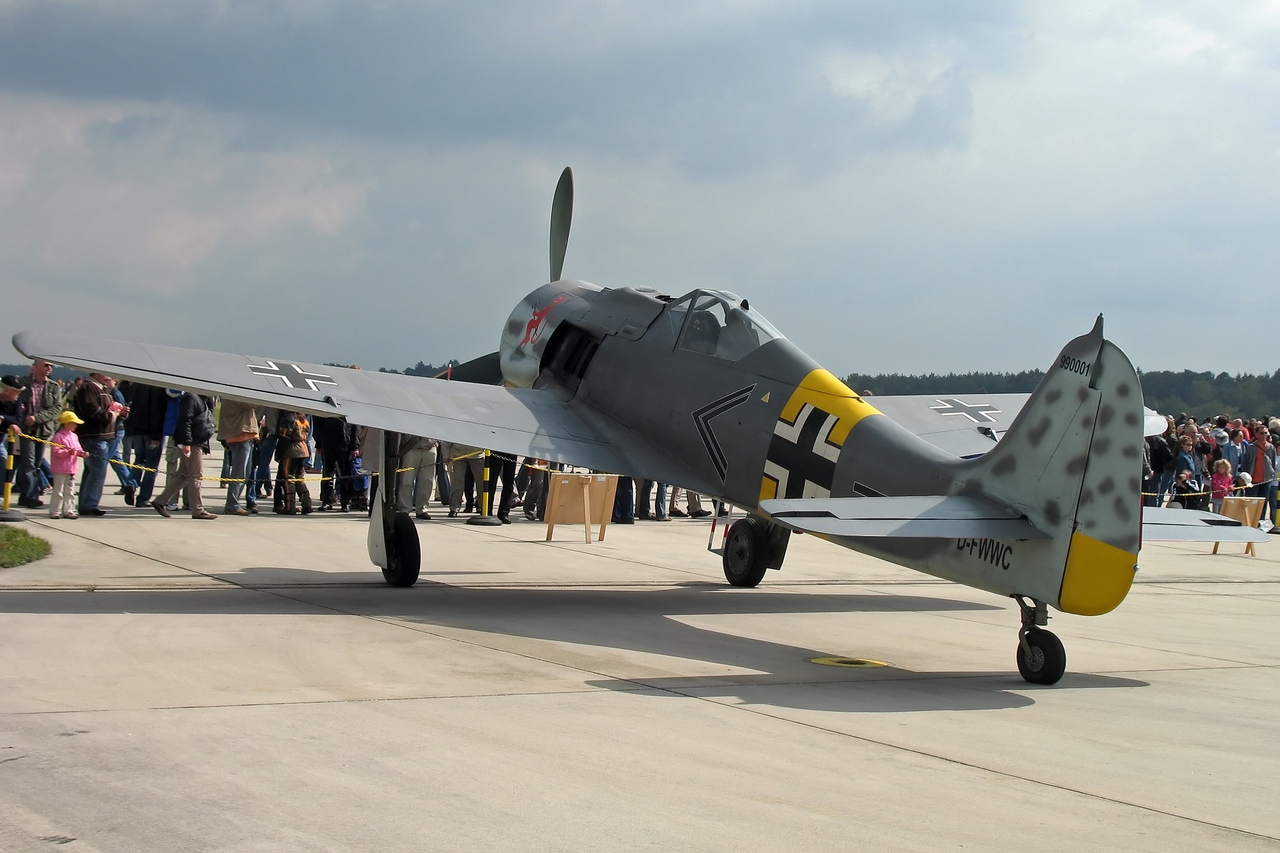
Współczesna replika Fw 190 A-8/N w malowaniu stosowanym przez JG 54

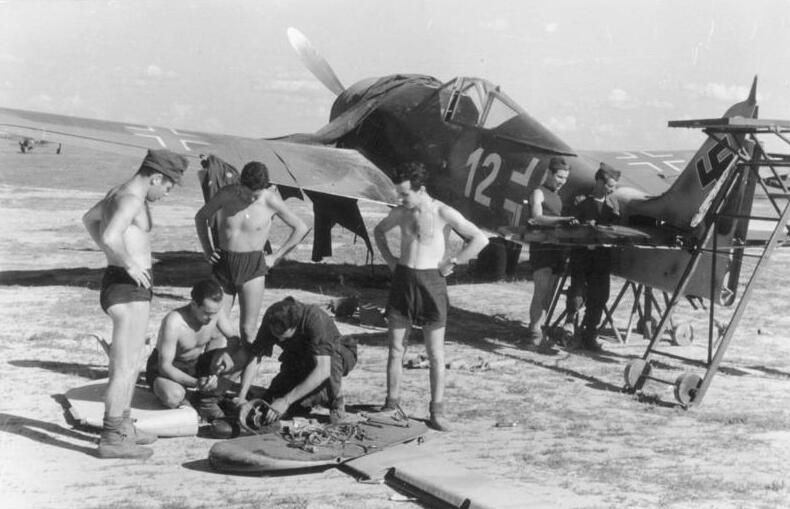
Fw 190 A-5 na lotnisku polowym – 1942 r., Rosja

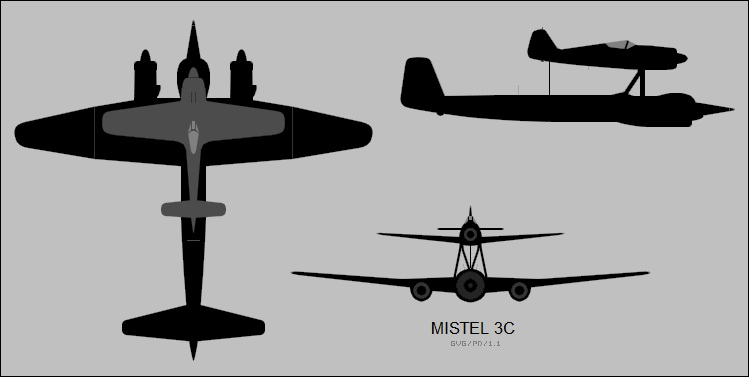
Schemat przedstawiający Mistela zestawionego z Fw 190 wraz z Ju 88

Na front wschodni trafiało stosunkowo niewiele Fw 190. Pierwszą jednostką na tym froncie całkowicie wyposażoną w myśliwce Kurta Tanka była JG 54 (do grudnia 1942) walcząca na północnym jego krańcu. We wrześniu 1942 w myśliwce Fw 190 przezbrojono I/JG 51 i skierowano tę jednostkę w okolice Leningradu. Potem jednak po okrążenia 6 Armii gen. Paulusa pod Stalingradem przebazowano ją na południe, gdzie miała osłaniać loty zaopatrzeniowe dla tej armii. Po upadku kotła Stalingradzkiego przesunięto ją na środkowy odcinek frontu wschodniego, gdzie dołączyła do niej po przezbrojeniu w ten sam typ samolotu III/JG 51. Na początku roku 1943 w tym pułku kolejny dywizjon IV/JG 51 otrzymał Fw 190. Ten teatr działań wojennych stał się szczególnie miejscem spektakularnych sukcesów, gdzie piloci Walter Nowotny, Otto Kittel, Hans Philipp, Erich Rudorffer osiągnęli ponad 200 zestrzeleń. Pilotom Luftwaffe przychodziło tutaj to łatwiej niż na froncie zachodnim, bowiem głównym zagrożeniem były nie wrogie myśliwce i ich niedoświadczeni piloci, a artyleria przeciwlotnicza oraz groźba utraty orientacji nad rozległymi połaciami Rosji. m.in. 23 stycznia ppor. Gunther Schack zestrzelił w ciągu 5 minut 5 bombowców Pe-2. Kolejny rekord pada miesiąc później, dwa dywizjony JG 51 zestrzeliły w ciągu jednego dnia 46 radzieckich maszyn. Kilkumiesięczny pobyt przeniesionego z zachodniego TDW I/JG 26 przynosi tej jednostce 126 zwycięstw. JG 54 w lutym 1943 świętuje swe 4 tysięczne zestrzelenie (większość zestrzeleń zdobył wcześniej na Bf 109). Inny lotnik Emil Lang w ciągu jednego dnia w październiku uzyskał 18 zestrzeleń. Latem 1943 podczas bitwy pod Kurskiem uczestniczy 88 z 200 myśliwskich Focke-Wulfów będących na froncie wschodnim z JG 51 i 54 (bez II/JG 54). Mimo niewielkiej liczby maszyn Fw 190 osiągają duże sukcesy. Jeden tylko starszy sierżant Hubert Strassl z 8./JG 51 zestrzelił w ciągu pierwszych dni operacji 27 radzieckich maszyn. Jednakże rosły również straty niemieckie i tak JG 51 utracił 14 swoich pilotów, w III/JG 54 zginęło po kolei aż 3 dowódców dywizjonu m.in. kapitan Max Stotz. 18 lipca JG 54 miał już na koncie 5000 strąconych samolotów wroga. Po zakończonej bitwie Kurskiej myśliwskie I i III/JG 51 znalazły się najpierw w okolicach Briańska następnie Połtawy, Smoleńska, Charkowa z powrotem Briańska, Rosława, znowu Smoleńska, Mohylewa i w końcu Witebska. Duże straty i problemy z zaopatrzeniem na froncie wschodnim powodowały, że część jednostek ponownie przechodziło na Bf 109. Jedynymi jednostkami używającymi nieprzerwanie do końca wojny Fw 190 oprócz Staffel 6./51 JG były dywizjony I, II/JG 54 stacjonujące w tamtym okresie w Kurlandii w tym na kilka miesięcy 1944 odesłano z obszaru obrony Rzeszy IV/JG 54 na teren wschodnich kresów przedwojennej Polski. 15 października 1944 zgłoszono 8000 zestrzeleń osiągnięte przez JG 54. W kwietniu i maju 1945 użyto Fw 190 do ewakuacji na zachód personelu naziemnego z Kurlandii. Większość maszyn wylądowała w zajętych przez Anglików lotniskach w Szlezwiku-Holsztynie.
W operacji Zitadelle brały również udział Fw 190 w wersji szturmowej, będące na wyposażeniu od końca 1942 dwóch dywizjonów należących do Sch.G 1 (od 1943 Focke Wulfy latały również w Sch.G 2). Podstawowym zadaniem tej wersji było niszczenie siły żywej i artylerii wroga. W tym celu pod maszyny podwieszano zasobniki z bombami odłamkowymi o masie 1 lub 2 kg. Po fiasku operacji Zitadelle Focke Wulfy wersji myśliwsko szturmowej zwalczały radzieckie linie zaopatrzeniowe niszcząc kolumny ciężarówek i pociągi m.in. II/Sch.G 1 zniszczyła 47 lokomotyw. W październiku 1943 roku przeprowadzono reformę w siłach szturmowych Luftwaffe, dwa dywizjony (Gruppen) Sch.G 1 przemianowano odpowiednio na I./SG 77 i II./SG 2, a maszyny latające w Sch.G 2 włączono do nowo utworzonych SG 4 i SG 10. W skład SG 4 wszedł również działający wcześniej nad Afryką III/SKG 10. Oba nowo utworzone pułki przezbrojone w maszyny Fw 190 A, F i G rozpoczęły działania na przełomie 1943/1944. Podczas ciągłych działań odwrotowych II/SG 2 trafił na Krym, a następnie na teren Rumunii. Jednostka ta podczas ww. działań oprócz wykonywania typowych zadań szturmowych, zestrzeliła 247 samolotów radzieckich. Z tej liczby 70 maszyn przypadło jednemu tylko porucznikowi Augustowi Lambertowi, który ze 116 zwycięstwami otwierał listę asów pilotów latających w niemieckim lotnictwie szturmowym. Przed operacją Bagration Niemcy posiadały na tym TDW około 200 Fw 190 wersji szturmowych i bombowych.

### Zastosowania specjalne
Jednym z ciekawszych zastosowań było użycie Fw 190 jako górnej części zespołu Mistel. Wiadomo, że samoloty te w powyższym zestawie zostały użyte w marcu i kwietniu 1945 do ataków na mosty na Nysie w Zgorzelcu, Wiśle w rejonie Warszawy oraz na Renie. Ostatnim lotem bojowym Fw 190 w tej roli był atak na przyczółki radzieckie za Odrą 16 kwietnia 1945.

## Inni użytkownicy

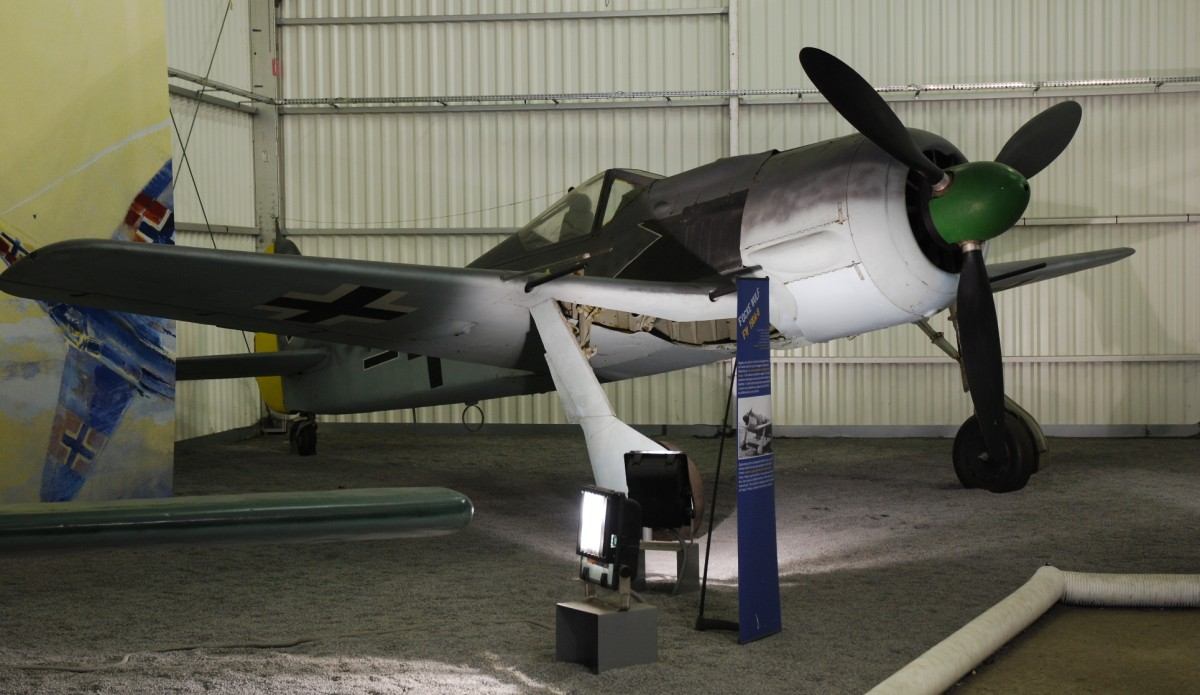
Francuski NC 900 w niemieckim kamuflażu wystawiony w Muzeum Lotnictwa i Astronautyki Le Bourget

Oprócz niemieckiej Luftwaffe Fw 190 znalazł się również w użytkowaniu innych państw. Byli to sojusznicy Niemiec, jak też alianci, którzy zdobyli w trakcie i pod koniec wojny pewną liczbę sprawnych egzemplarzy. USA, Wielka Brytania przede wszystkim używały tych samolotów tylko do lotów porównawczych i badań nad technologiami w nich stosowanych. W ten sposób Polacy zetknęli się z tym typem samolotu w Air Fighting Development Unit w Duxford (RAF). Wiadomo również o jednym Fw 190, noszącym biało-czerwone szachownice i latającym jako maszyna dyspozycyjna w lotnictwie LWP po zakończeniu wojny. Japonia otrzymała w trakcie wojny 1 egzemplarz wersji A-5 w celu dopracowania własnej podobnej konstrukcji. W nomenklaturze wojsk alianckich dotyczącej samolotów japońskich, Fw 190 został oznaczony kodem Fred. Zaowocowało to m.in. ulepszeniem powstającego Kawasaki Ki-100. Część państw jednak wykorzystywała te samoloty w jednostkach bojowych.

### Francja
Armée de l’air stała się posiadaczem tych samolotów po zakończeniu wojny, dzięki podjęciu na nowo produkcji w zakładach SNCAC bazującej na pozostawionych przez Niemców częściach wersji A-5 i A-8. Tak powstałe płatowce nazwano NC 900. Jednakże problemy z silnikami BMW 801 D2 skłoniły Francuzów do szybkiego wycofania tych samolotów z jednostek bojowych.

### Rumunia
Państwo to otrzymało dwa egzemplarze wersji A do celów zapoznawczych.

### Turcja
Była użytkownikiem zamówionych w 1942 roku 72 płatowców oznaczonych jako Fw 190 A-3a (ausländisch). Samoloty Turcy je otrzymali pomiędzy październikiem 1942 a marcem 1943. Wszystkie egzemplarze dostarczono w pustynnym kamuflażu Luftwaffe do 3 i 5 eskadry 5 Pułku lotnictwa tureckiego. Wykorzystywano je do roku 1949.

### Węgry
Węgierskie Siły Powietrzne otrzymały na przełomie 1944/1945 72 sztuki wersji F-8, które zostały dostarczone m.in. do dywizjonu 102/1 węgierskiego lotnictwa królewskiego. Samolotów używano bojowo przeciwko Armii Czerwonej od listopada 1944 i potem na początku 1945.

### Związek Radziecki
Do końca wojny zdobył dość sporą liczbę sprawnych Focke Wulfów. Służyły one do badań, jednak kilka lub kilkanaście samolotów wersji D zostało przyjętych na uzbrojenie lotnictwa Floty Bałtyckiej. Istnieją relacje o jednostce stacjonującej w północnych Niemczech w 1945, jak i użytych bojowo samolotach wersji D w końcowych dniach wojny nad Berlinem.

## Budowa na podstawie wersji A-8
Fw 190 A-8 był jednomiejscowym dolnopłatem napędzanym silnikiem gwiazdowym, o konstrukcji metalowej, z wciąganym podwoziem i chowanym kółkiem ogonowym w trakcie lotu.

### Płatowiec

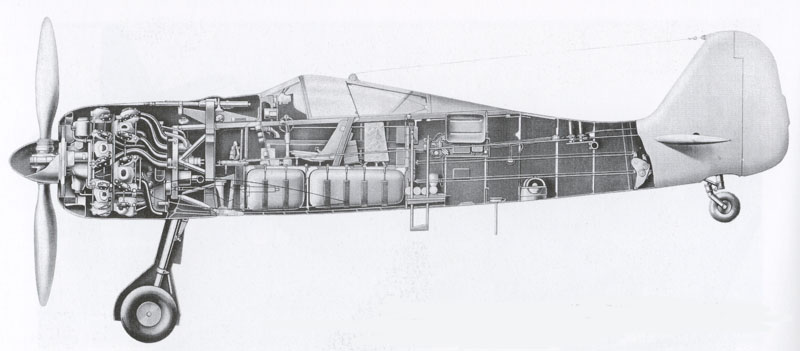
Przekrój wzdłużny płatowca

- Kadłub półskorupowy z duraluminium o obrysie owalnym, dzielił się na dwie sekcje: tylną i przednią. Oba te elementy wykonywano oddzielnie i łączone je potem za pomocą nitów. Na kadłub składało się 14 wręg z podłużnicami, krytymi nitowano na gładko blachą duralową. Wręga nr 1 była pełna stanowiła jednocześnie ścianę ogniową i do niej przymocowane było łoże silnika. W przedniej sekcji znajdowała się częściowo opancerzona kabina pilota, a pod nią wnęka mieszcząca dwa zbiorniki paliwa. Za nią w lewej dolnej części kadłuba znajdował się wysuwany wraz z podwoziem stopień ułatwiający wejście pilotowi do kabiny. Owiewkę stanowił wykonany z 50 mm szkła pancernego wiatrochron oraz tylna nasuwana osłona, na którą składała się konstrukcja z rur stalowych oszkloną tłoczonym pleksiglasem i zakończona oprofilowaniem z blachy duralowej. Wewnątrz tej osłony zamontowano poprzeczną płytę pancerną o grubości 12 mm chroniącą pilota przed ostrzałem z tyłu, oparcie fotela stanowiła również 8 mm płyta pancerna. Wnętrze 12 wręgi obciągnięte płótnem stanowiącym przeszkodę dla przedostawania się do kabiny pilota spalin. Wzmocnione 13 i 14 wręga były skręcane ze sobą śrubami w celu połączenia w jedną całość przedniej i tylnej sekcji kadłuba.
- Usterzenie o obrysie trapezowym, pionowe pojedyncze, poziome wolnonośne w zależności od producenta metalowe (kryte blachą) lub drewniane (kryte sklejką) wykonywane jako dwie połówki łączone potem w jedną całość wzdłuż osi symetrii. Stery kryte płótnem wyważane masowo i aerodynamicznie z listwami wyważającymi, statecznik przestawiany w locie elektromechanicznie.
- Płat półskorupowy, dwudźwigarowy, niedzielony o obrysie trapezowym z zaokrąglonymi końcówkami. Klapy krokodylowe kryte od spodu blachą lub sklejką o maksymalnym kącie wychylenia wynoszącym 60°. Lotki szczelinowe o konstrukcji metalowej kryte płótnem wyważane masowo i aerodynamicznie z listwami wyważającymi.
- Podwozie klasyczne z kółkiem ogonowym z amortyzacją olejowo-powietrzną. Podwozie główne jednogoleniowe chowane elektrycznie do wnęk w skrzydłach (składało się w bok w kierunku kadłuba), tylne kółko chowane do połowy przez linkę stalową napędzaną przez chowającą się prawą goleń podwozia głównego. Koła główne wyposażone w hamulce bębnowe.

### Napęd

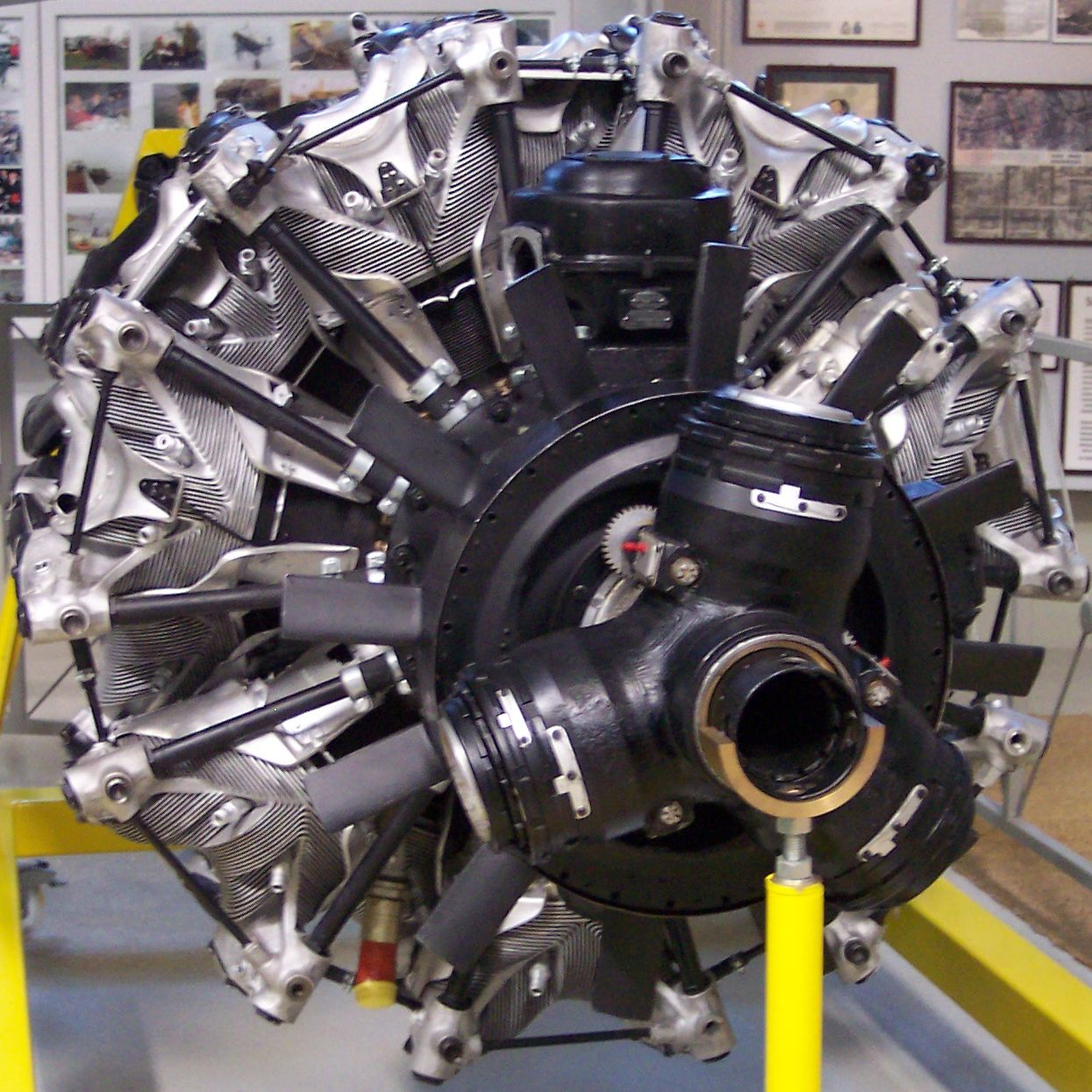
Silnik BMW 801

Zespół napędowy stanowił doładowany mechanicznie gwiazdowy silnik BMW 801D-2 o 14 cylindrach w układzie podwójnej gwiazdy wraz z osłonami, kanałami dolotowymi, pierścieniową opancerzoną chłodnicą i zbiornikiem oleju oraz pierścieniem (zbiornikiem cieczy hydraulicznej) łoża silnikowego. Chłodzony był powietrzem, przepływ wspomagany przez 12 łopatkowy wentylator obracający się wokół wału napędowego, po obu stronach tylnych osłon silnika znajdowały się żaluzje regulujące. Silnik przystosowany do współpracy z instalacją MW 50, jako paliwo stosowano 96 oktanową benzynę C3. W zależności od odmiany silnika używano śmigła metalowe VDM9 o średnicy 3300 mm lub odmianę VDM9 o łopatach drewnianych o średnicy 3500 mm.

### Instalacje
- Paliwowa z dwoma głównymi samouszczelniającymi się zbiornikami o pojemności 232 i 292 l. Możliwe było wykorzystanie podwieszonego zbiornika dodatkowego o pojemności 300 l oraz wewnętrznego zbiornika 115 l instalacji MW 50. Całość paliwa przetłaczana była dwiema pompami napędzanymi elektrycznie znajdującymi się w głównych zbiornikach paliwa lub pompą elektryczną znajdującą się w wyrzutniku bombowym dla zbiornika odrzucanego. Do rozruchu stosowano pompę ręczną umieszczoną na lewej konsoli w kabinie pilota wraz z 3 l zbiornikiem eteru naftowego umiejscowionym w jednym z głównych zbiorników paliwa.
- MW 50 zwiększająca moc silnika, w skład której wchodził zbiornik o pojemności 115 l umieszczony za kabiną pilota.
- Olejowa wchodząca w skład całego zespołu napędowego, na którą składała się pierścieniowa opancerzona chłodnica, będąca jednocześnie zbiornikiem oleju o pojemności 58 l. W warunkach zimowych można było częściowo napełnić układ gorącym olejem. Obieg smarny regulowany był za pomocą termostatu.
- Hydrauliczna–autonomiczna oddzielna dla automatu śmigła oraz układu hamowania kół podwozia głównego.
- Tlenowa z 9 kulistymi butlami o pojemności 2 l każda, maksymalne ciśnienie 15 MPa.
- Elektryczna jednoprzewodowa o napięciu 24 V zasilana generatorem o mocy 2000 W. Za fotelem pilota zamontowano akumulator ołowiowy o pojemności 20 Ah.
- Radiowa, w skład której wchodził zestaw FuG 16 ZY (nadajnik, odbiornik, urządzenie nastawcze, przystawka do zdalnego sterowania oraz radionamiernik), urządzenie "swój-obcy" FuG 25a, anteny linkowa, prętowa typu Morane oraz kolista dla radionamiernika.

### Uzbrojenie
- 2 x wkm 13 mm MG 131 nad silnikiem z zapasem amunicji po 400 szt. na lufę,
- 4 x działko 20 mm MG 151/20 umieszczone w skrzydłach, amunicja po 250 szt. dla wewnętrznych, 125 szt. dla zewnętrznych,
- bomba podwieszana na uniwersalnym podkadłubowym wyrzutniku ETC 501, jedna sztuka o wagomiarze 250 lub 500 kg. Po zastosowaniu adaptera ER-4 4 × 50 kg.

Odpalanie i przeładowanie broni elektrycznie, celowanie umożliwiał refleksyjny celownik Revi 16 B.

## Malowanie

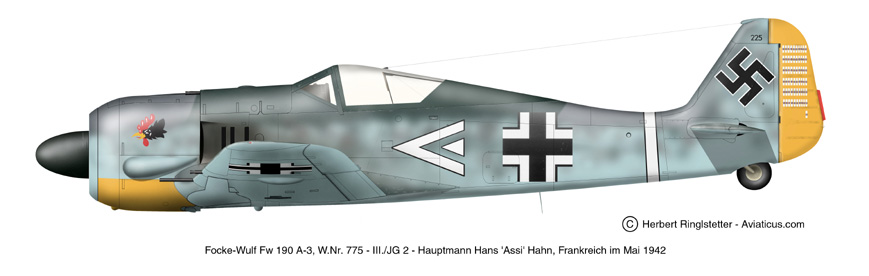
Wersja A-3 w malowaniu z 1943 – III/JG2 (teren Francji, pilot – Hans Hahn Assi)

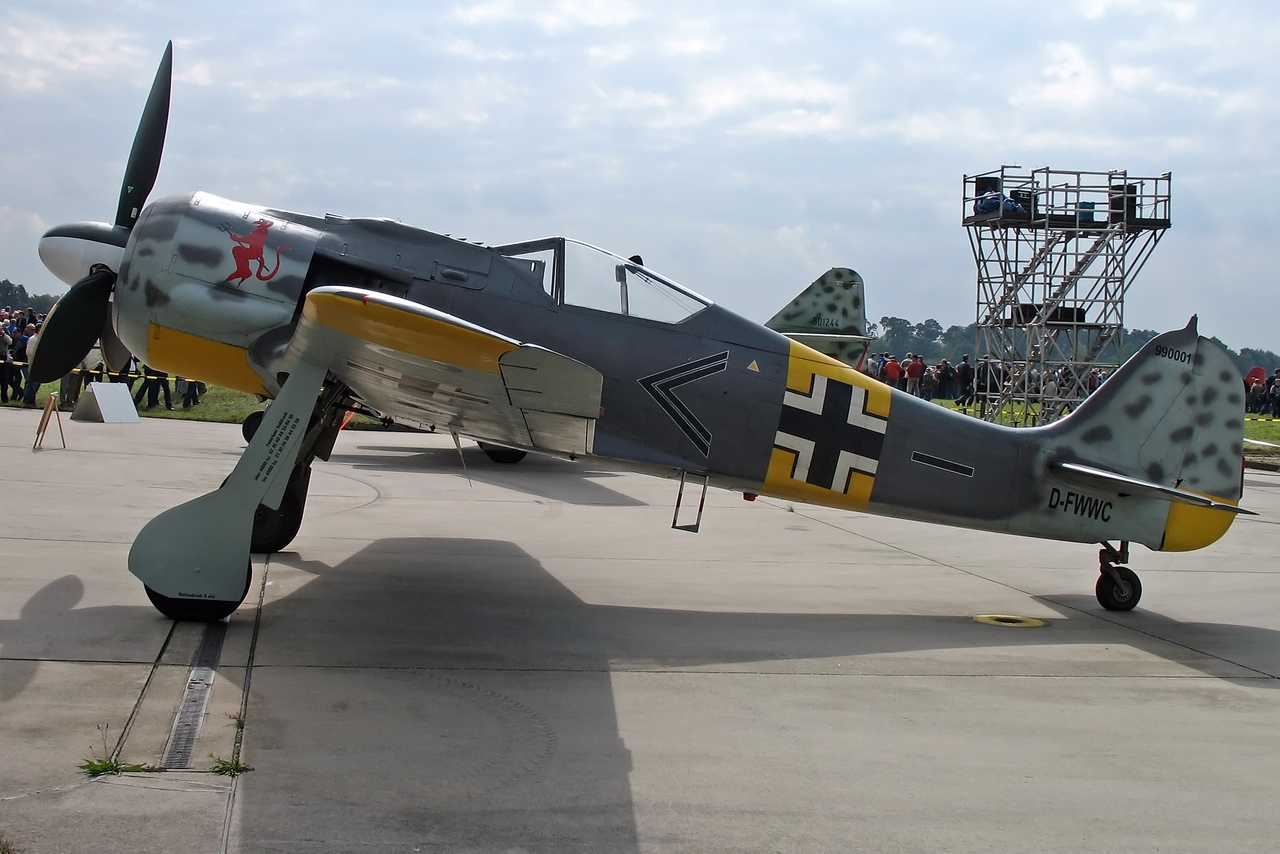
Współczesna replika A-8/N w malowaniu używanym przez Ericha Rudorffera z JG 54 (Immola, teren Finlandii – 1943/1944)

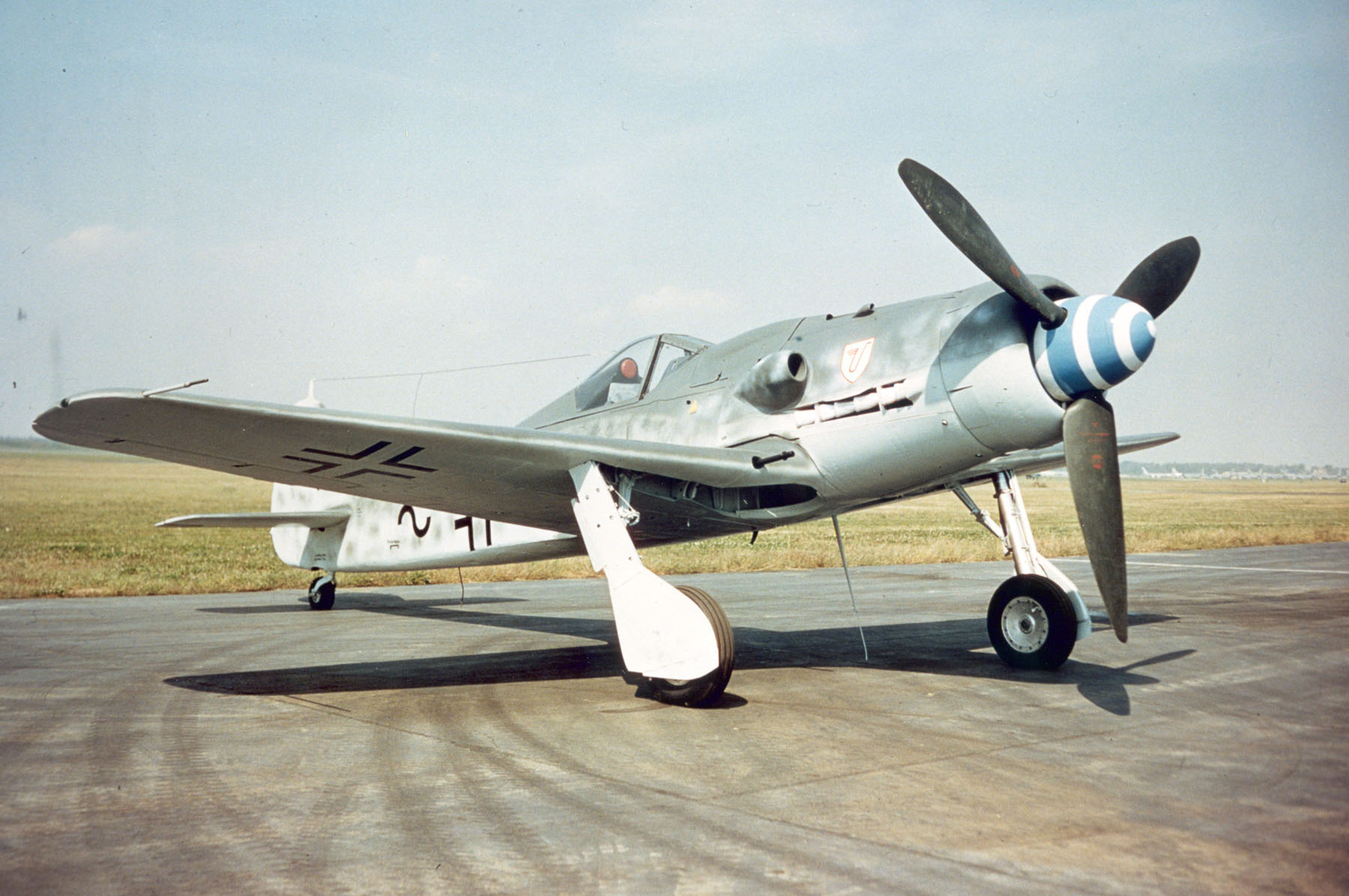
Fw 190 D-9 w malowaniu stosowanym przez JG 3 (obrona obszaru Rzeszy – 1945)

Z uwagi na bardzo dużą liczbę wyprodukowanych egzemplarzy od 1941 do 1945 roku, wielozadaniowość Fw 190 oraz uczestnictwo na wszystkich TDW, gdzie walczyła Luftwaffe, samolot ten występował w bardzo wielu malowaniach. Do najczęściej spotykanych należały następujące kamuflaże:
- Pierwsze prototypy były w całości malowane standardową farbą w kolorze RLM 02 Grau (szary FS 595B- 36307), na kadłubie i skrzydłach malowano czteroliterowe oznaczenia wywoławcze kodu radiowego przedzielone w połowie Balkenkreuz,
- Klasyczny (najczęściej spotykany schemat malowania w latach 1941–1944 w Europie): dół i boki pomalowane kolorem RLM 76 Hellgrau (jasnoszary FS 595B- 36473), górne powierzchnie samolotu pokryte kamuflażem w plamy o krawędziach będącymi liniami łamanymi w kolorach RLM 75 Grauviolett (fioletowoszary FS 595B- 36122) oraz RLM 74 Graugrün (zielonoszary FS 595B- 36081) na kadłubie oraz usterzeniu pionowym rozmywające się z tłem plamki lub większe plamy w tych dwóch kolorach. Samoloty na zachodnioeuropejskim teatrze działań wojennych do roku 1944 posiadały również znaki tzw. szybkiej identyfikacji w postaci malowanych na żółto (RLM 04 Gelb FS 595B- 33538) sterów kierunku oraz dolnych powierzchni osłony silnika,
- Drugi wariant klasycznego to dół i boki pomalowane kolorem RLM 65 Hellblau (jasnoniebieski FS 595B- 35352), górne powierzchnie samolotu pokryte plamami według schematu jw. w kolorach RLM 02 Grau (szary FS 595B- 36307) oraz RLM 71 Dunkelgrün (ciemnozielony FS 595B- 34079) na kadłubie oraz usterzeniu pionowym rozmywające się z tłem plamy w tych dwóch kolorach,
- Charakterystyczny dla niektórych jednostek (dywizjonu, pułku, grupy) walczących na froncie wschodnim w latach 1941–1944: klasyczny uzupełniony lub zastępowany kolorami RLM 02 Grau (szary FS 595B- 36307), RLM 71 Dunkelgrün (ciemnozielony FS 595B- 34079), RLM 70 Schwarzgrün (czarnozielony FS 595B- 34052), a nawet piaskowym. Zimą na całość nanoszono w całości lub malowano plamy białą farbą zmywalną. Samoloty na tym teatrze działań wojennych posiadały również znaki tzw. szybkiej identyfikacji w postaci żółtych (RLM 04 Gelb FS 595B- 33538) pasów na dolnych końcówkach skrzydeł, wokół tylnej części kadłuba i dolnej powierzchni osłony silnika,
- Afrykański (śródziemnomorski): regulaminowe: góra i boki – RLM 79b Sandbraun, RLM 79a Sandgelb (piaskowo-brązowy, -żółty FS 595B- 30219, FS 595B- 33448) często z plamami RLM 80 Olivegrün (oliwkowozielonym FS 595B- 35352) nanoszonymi pistoletem, dół w kolorze RLM 78 Himmelblau (jasnoniebieska FS 595B- 35414). Doraźnie stosowano te dwa powyższe klasyczne kamuflaże uzupełnione w warunkach polowych na miejscu plamami w kolorze piaskowym. Elementem szybkiej identyfikacji był szeroki biały (RLM 21 Weis FS 595B- 37886) pas w tyle kadłuba
- Lata 1944–1945: góra – RLM 81 Braunviolett (fioletowobrązowa FS 595B- 30045 lub 30118 lub 34088) z 82 Lichtgrün (jasnozielona FS 595B- 34096 lub 34128) lub RLM 82 z 83 Dunkelgrün (ciemnozielona FS 595B- 34083) lub RLM 81 z 83 czasami uzupełniane o RLM 75 (fioletowoszary FS 595B- 36122). Płynne przejścia między kolorami. Dolne powierzchnie i częściowo boki RLM 76 Hellgrau (jasnoszary FS 595B- 36473) lub RLM 84 Hellgraublau (jasnoniebiesko-szara FS 595B- 34554). Część samolotów posiadała w tyle kadłuba kolorowy lub dwukolorowy pas lub malowaną również w jednym kolorze końcówkę statecznika pionowego,
- Samoloty nocne: całość RLM 76 Hellgrau (jasnoszary FS 595B- 36473), z plamami lub plamkami (wężykami) na powierzchniach górnych i bocznych w kolorach RLM 75 Grauviolett (fioletowoszary FS 595B- 36122) lub RLM 74 Graugrün (zielonoszary FS 595B- 36081),
- Lotnictwo morskie: dół i boki pomalowane kolorem RLM 76 Hellgrau (jasnoszary FS 595B- 36473), górne powierzchnie samolotu pokryte kamuflażem w plamy o krawędziach będącymi liniami łamanymi w kolorach RLM 72 Grün (zielony FS 595B- 34056) oraz RLM 73 Grün (zielony FS 595B- 34092) na kadłubie oraz usterzeniu pionowym rozmywające się z tłem plamy w tych dwóch kolorach,
- Część samolotów wersji D osłaniających lotniska Me 262 w 1945 roku na całych dolnych powierzchniach posiadały malowanie w biało-czerwone pasy (zebra), w celu łatwej identyfikacji i przeciwdziałaniu zestrzeleniu przez własną obronę przeciwlotniczą,
- W zestawach Mistel: cały samolot w kolorze RLM 76 Hellgrau (jasnoszary FS 595B- 36473), górne i boczne powierzchnie samolotu pokryte gęstymi plamami w kolorze 83 Dunkelgrün (ciemnozielona FS 595B- 34083)
- Znaki przynależności państwowej, w tym przypadku czarne krzyże w białym obramowaniu (lub samo tylko obramowanie od 1944) o prostych ramionach tzw. Balkenkreuz malowano po obu skrzydłach kadłuba oraz skrzydeł, na stateczniku umieszczano swastykę (Hakenkreuz),
- Godła jednostek, osobiste malowano po bokach osłony silnika, przed lub pod kabiną pilota. Numery taktyczne w postaci kolorowych jedno lub dwuznakowych cyfr arabskich (ew. szewronów, belek pilotów funkcyjnych) umieszczano w tylnej części kadłuba przed Balkenkreuz. Samoloty szturmowe na froncie wschodnim posiadały za krzyżem na kadłubie namalowany czarny trójkąt w białej obwódce. Potem w zależności od pododdziału malowano przed krzyżem na kadłubie kolorowe oznaczenie literowe.

## Ocena
Bezsprzecznie najlepszy niemiecki myśliwiec II wojny światowej. Ocenę taką wystawili mu zgodnie piloci niemieccy, jak i alianccy zapoznający się ze zdobycznymi egzemplarzami. Początkowo zaprojektowany jako myśliwiec przechwytujący, dzięki potencjałowi jaki w nim tkwił, stał się samolotem wielozadaniowym realizującym również zadania samolotu bombowego, szturmowego, rozpoznawczego aż po samolot torpedowy i nocny myśliwiec. Pierwszą niewątpliwą zaletą była solidność i wytrzymałość konstrukcji oraz możliwość łatwej produkcji, również przez zakłady nieposiadające doświadczenia w tej dziedzinie. Drugą zaletą było takie zaprojektowanie maszyny, aby maksymalnie ułatwić jej obsługę personelowi naziemnemu szczególnie w warunkach polowych, m.in. dzięki wielu dużym odchylanym pokrywom serwisowym. Kolejną zaletą było ergonomiczne zaprojektowanie relatywnie obszernej kabiny pilota. Np. niemiecki pilot Peter Traubel stwierdził: … fotel pilota był wygodny a opancerzenie na odpowiednim poziomie, przyrządy dawały się łatwo objąć wzrokiem (…) już podczas pierwszego lotu na 190, szybko poczułem się jak w domu… Resztę jego najważniejszych zalet wymienili inni piloci Luftwaffe, jak też wrogowie testujący przejęte maszyny:
szybki, zwrotny, wytrzymały, mający szeroko rozstawione podwozie zapewniające stabilność w czasie kołowania, dysponujący nadmiarem mocy, pilot jest chroniony potężną gwiazdową jednostką napędową co daje mu duże szanse na uniknięcie poważnych obrażeń w czasie walki, jak i awaryjnego lądowania, odporny na uszkodzenia (opinie te wygłosili m.in.: Heinz Lange, Erich Rudorffer, Otto Kittel, John Checketts).
Główną bolączką wszystkich wersji aż do pojawienia się Fw 190 D był spadek osiągów na większych wysokościach. Innymi wadami były: słaba widoczność z kabiny w czasie startu, niemożliwość prowadzenia lotu ślizgowego z wyłączonym silnikiem (np. po jego uszkodzeniu) oraz przy prędkościach ok. 200 km/h samolot łatwo sam wpadał w korkociąg, to samo działo się podczas wykonywania ostrego skrętu w prawo.

## Zachowane egzemplarze

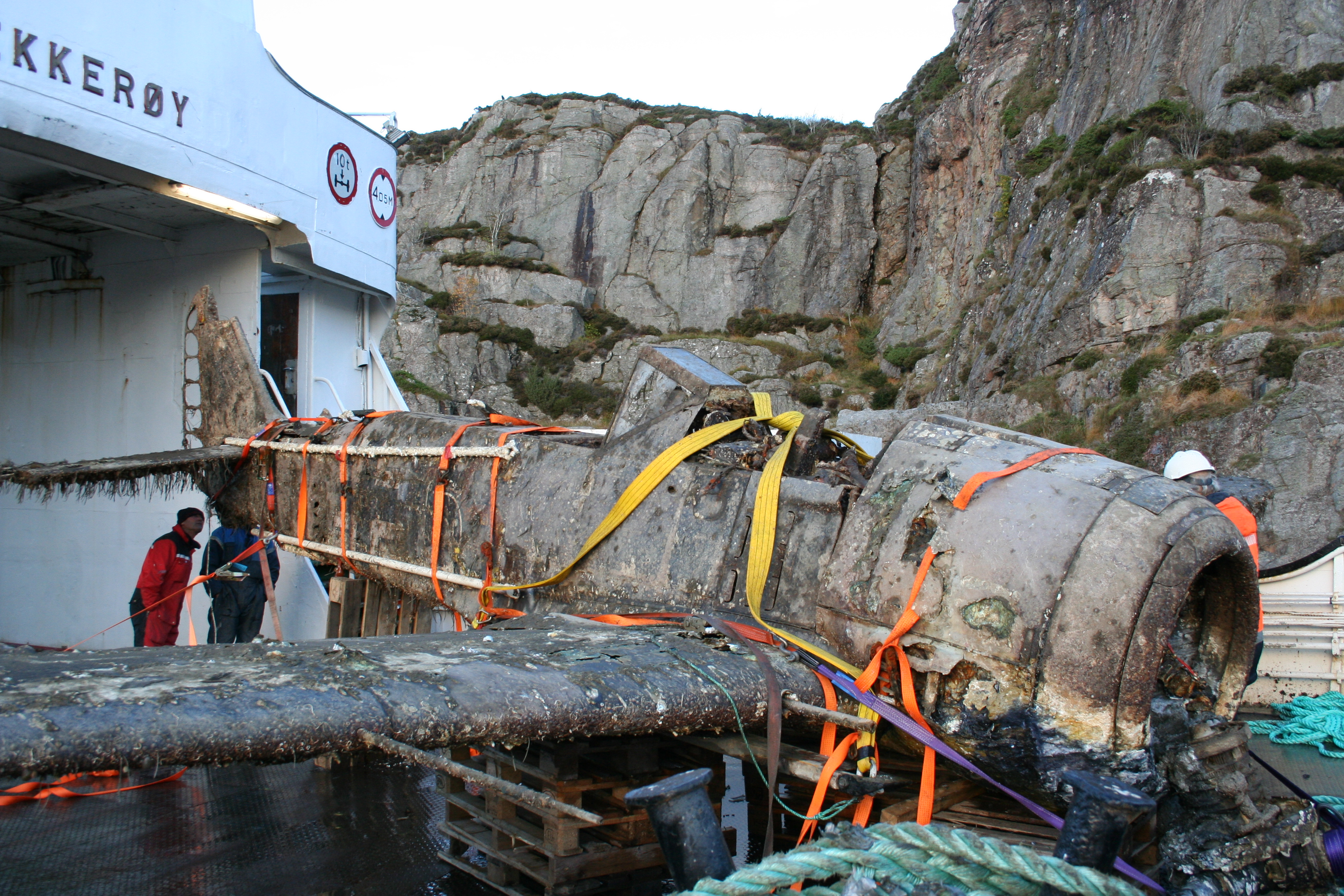
Fw 190 A-3 wydobyty z norweskiego fiordu w 2006 roku

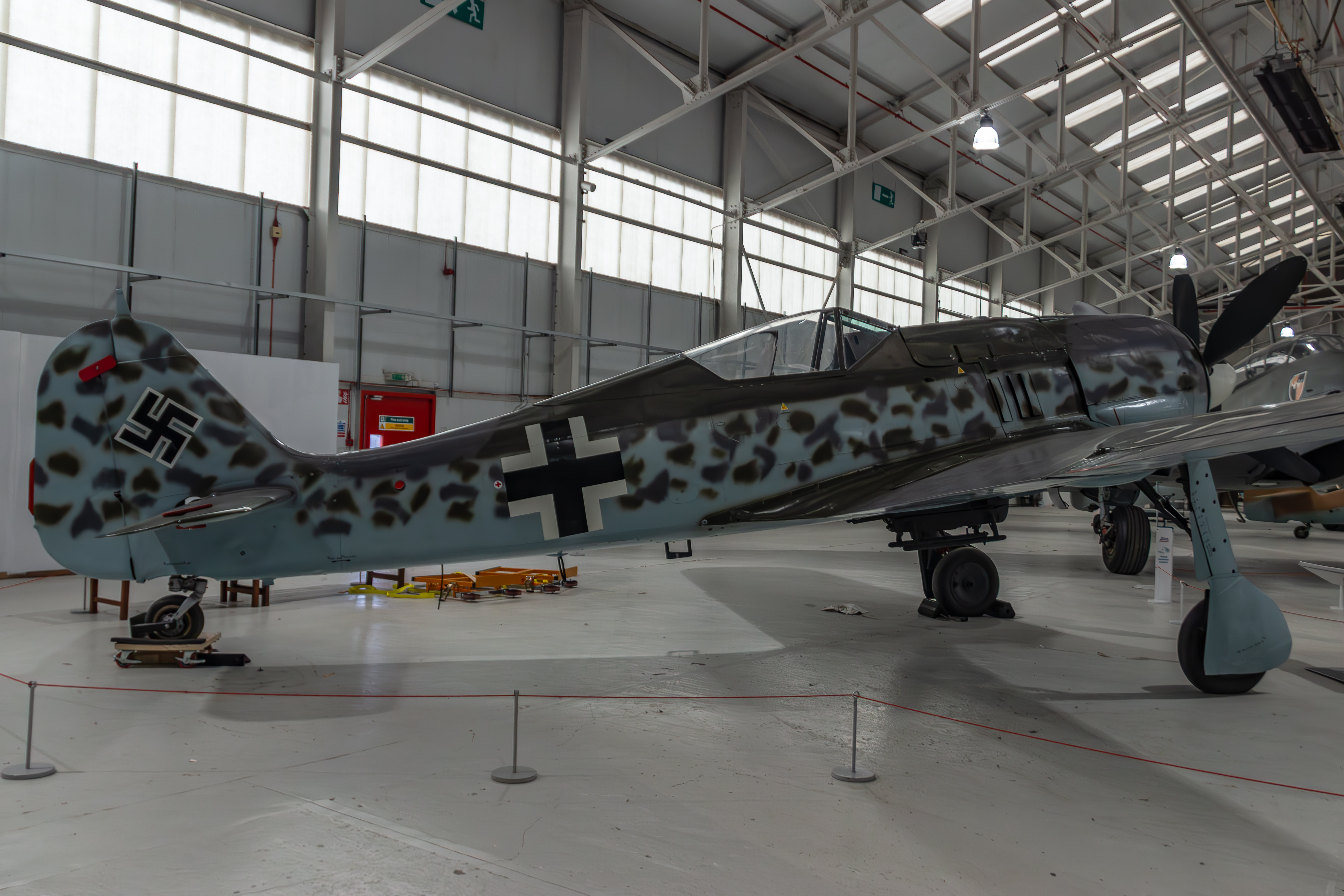
Focke Wulf FW190A-8/R6 numer seryjny 733682/AM75 w RAF museum w Cosford

Zachowane 22 egzemplarze Fw 190 stanowią ekspozycje muzealne lub znajdują się w prywatnych zbiorach na całym świecie, z tego aż 15 jest wystawionych w USA.
Wiadomo m.in. o (stan na koniec 2007 roku):
- Wk. Nr. 5476, Fw 190 A-2 z JG 5, właściciel Wade S. Hayes – Texas USA.
- Wk. Nr. 2219, Fw 190 A-3 z IV/JG 5, zrekonstruowane dla Norwegian Air Force Museum
- Wk. Nr. 1227, Fw 190 A-5 z IV/JG 54, Flying Heratige Collection out of Seattle, Washington USA.
- Wk. Nr. 550214, Fw 190 A-6 prawdopodobnie z III/NJG 11 wyposażone w radar FuG 217 Neptun, wystawiany South African National Museum of Military History.
- Wk. Nr. 550470, Fw 190 A-6 z I/JG 26, właściciel Malcolm Lang, znajduje się w Lubbock Texas, USA.
- Wk. Nr. 170393, Fw 190 A-8 z 6./JG 1, replika zrekonstruowana z oryginalnych części, znajduje się w Luftfahrtmuseum, Hanower, Niemcy.
- Wk. Nr. 174056, Fw 190 A-8 o nieznanym pochodzeniu, właściciel Malcolm Lang, znajduje się Chandler Arizona.
- Wk. Nr. 173889, Fw 190 A-8 z 7./JG 1, właściciel Mark Timken.
- Wk. Nr. 350177, Fw 190 A-8 z 12./JG 5, właściciel Jon W. Houston, eksponat wystawiony w Texas Air Museum, Texas, USA.
- Wk. Nr. 730923, Fw 190 A-8, a właściwie NC 900, zlokalizowany w Musee de L’Air, Paryż, Francja.
- Wk. Nr. 732183, Fw 190 A-8 z 12./JG 5 niemieckiego asa Rudi Linza (79 zwycięstw). Samolot ten był zestrzelony w Norwegii przez brytyjskiego Mustanga; właściciel John W. Houston, w Texas Air Museum.
- Wk. Nr. 733682, Fw 190 A-8 komponent zestawu Mistel S-3B, obecnie w Royal Air Force Museum w Cosford (stan na dzień 22/01/23)
- Wk. Nr. 210968, Fw 190 D-9 z 2./JG 26, Luftwaffe Museum Berlin, Niemcy.
- Wk. Nr. 601088, Fw 190 D-9 z IV (Sturm)./JG 3, zdobyczne amerykańskie FE-120 testowany podczas wojny, teraz w USAF Museum w Dayton, Ohio, USA.
- Wk. Nr. 836017, Fw 190 D-13 z 1./JG 26 Oberstleutnanta Heinza Lange, zdobyczne FE-118 podarowane Georgia Technical University. potem poddane restauracji w Niemczech przez William Flugzeuge i przekazane do Champlain Figher Museum w Mesa, Arizona, USA.
- Wk. Nr. 670071, Fw 190 F-3 z 1./SchG 1. we Flugplatz Museum Cottbus, Niemcy.
- Wk. Nr. 5415, Fw 190 F-8, w Nowej Zelandii.
- Wk. Nr. 930838, Fw 190 F-8, w Yugoslave Aeronautical Museum, Belgrad.
- Wk. Nr. 931862, Fw 190 F-8 z 9./JG 5, pilotowany przez Unteroffizier Heinz Orlowski. Zestrzelony nad Norwegią przez P-51 Mustang. obecnie w Kissimmee, Florida, USA.
- Wk. Nr. 931884, Fw 190 F-8 z I./SG 2, zbudowany przez zakłady Arado Flugzeugwerke jako A-4 o numerze Wk. Nr. 640069, potem przebudowany przez zakłady Fieseler na F-8. Zdobyty przez Amerykanów i oznaczony jako Fe-117, obecnie w National Air and Space Museum, Washington, D.C, USA.
- Wk. Nr. 584219, Fw 190 F-8/U1 przekształcony w dwumiejscowy samolot dyspozycyjny, na wyposażeniu Jagdfliegerschule 103. Zdobyty przez Brytyjczyków w Norwegii. Obecnie w Bomber Command Hall przy RAF Museum w Hendon, Wielka Brytania.
- 1 grudnia 2006, znaleziono i wydobyto jeden egzemplarz Fw 190 A-3 niedaleko wyspy Sotra, w okolicach Bergen. Samolot ten z IV/JG 5 oznaczony jako żółta 16, awaryjnie wodował w grudniu 1943, pilota uratowano, lecz płatowiec zatonął w fiordzie, osiadając na głębokości 60 m.
- Hangar 10 Zirchow, Fw 190 A-8 z 1944 r.

Wiadomo również, że zachowane egzemplarze znajdują się w Rosji i Brazylii.